# Meteora (Grecia)
Meteora (in greco Μετέωρα?, pronunciato [mɛtɛoɾɐ], letteralmente "in mezzo all'aria", dal greco μετά (metá) "in mezzo a" e ἀείρω (aeírō) aria, "sospeso in aria" o "in alto nei cieli") è una famosa località ubicata nel nord della Grecia, al margine nord occidentale della pianura della Tessaglia, nei pressi della cittadina di Kalambaka. È un importante centro della Chiesa ortodossa, secondo solo a monte Athos, nonché una rinomata meta turistica, dichiarata patrimonio dell'umanità dall'UNESCO nel 1988. Dei ventiquattro monasteri edificati con enormi sacrifici in cima a spettacolari falesie di arenaria, attualmente solo sei sono ancora abitati, in parte recuperati dopo anni di abbandono.

## Geologia

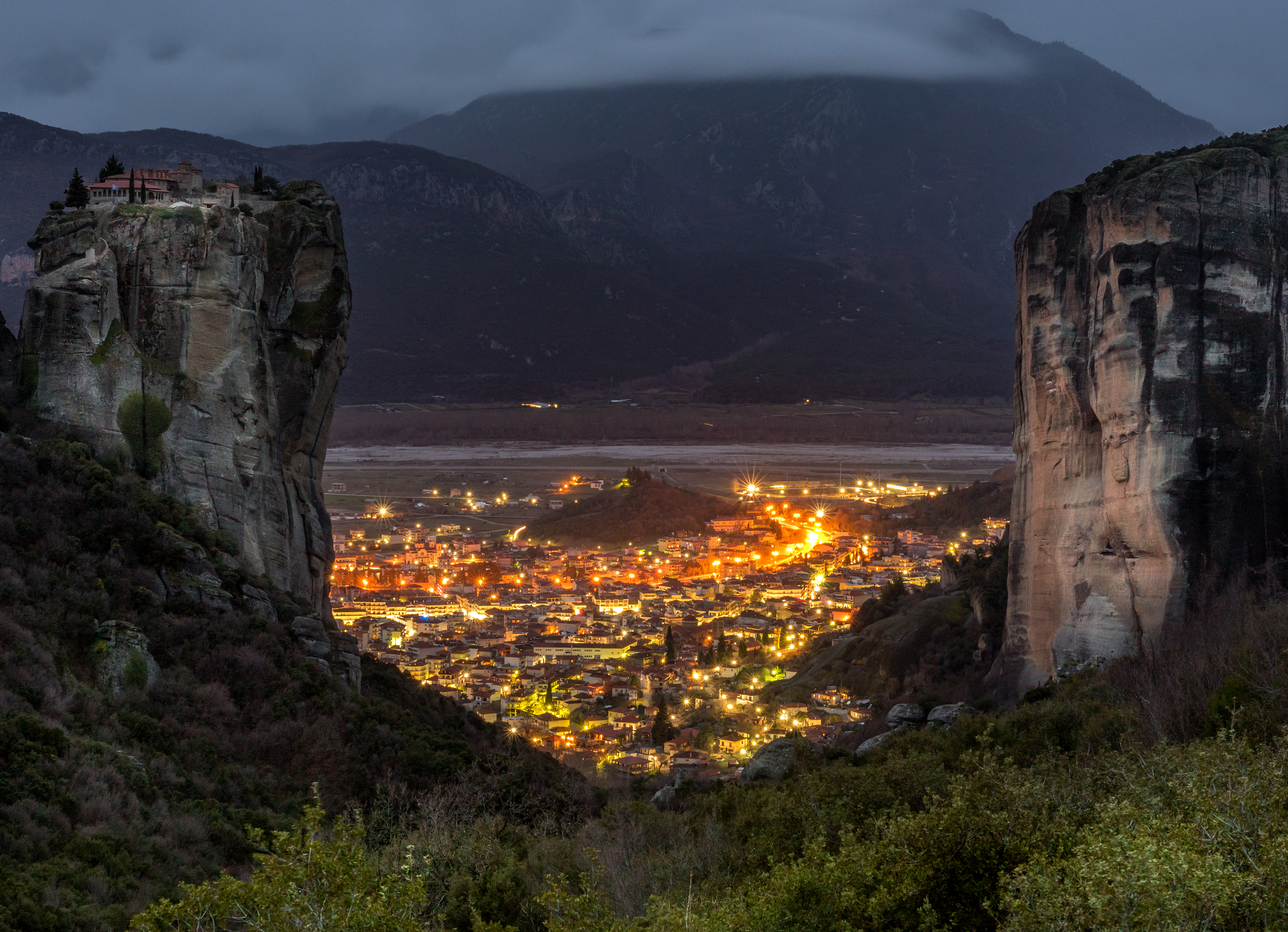
Veduta notturna di Meteora con Kalambaka illuminata in valle

Comprese tra la catena del Pindo, nella regione occidentale della Tessaglia, queste uniche ed enormi colonne di roccia si ergono maestose rispetto al terreno collinare circostante. Una forma così insolita si deve a molteplici fattori di complessa natura geologica. Non si tratta di colli vulcanici di roccia ignea dura tipici di altre località, ma di pietre composte da una miscela di arenaria e conglomerato.
Il conglomerato si è formato nel corso di milioni di anni grazie a depositi di pietre, sabbia e fango provenienti da torrenti che sfociano in un delta presso un lago. Circa 60 milioni di anni fa, durante il cretaceo inferiore, una serie di movimenti della terra spinse il fondale marino verso l'alto, creando un elevato altopiano e causando molte linee di faglia verticali nello spesso strato di arenaria. Gli enormi pilastri di roccia furono poi levigati lungo le loro sezioni esterne da agenti atmosferici quali acqua, vento e temperature estreme. È insolito che simili formazioni di conglomerato e tale tipo di erosione avvengano in un'area relativamente circoscritta all'interno di una formazione montuosa circostante. Il complesso può essere collegato a un residuato continentale risalente ai tempi dell'atavica Pangea.
Questo tipo di formazione rocciosa e di processo di erosione si verificò in molti altri luoghi in Grecia e in tutto il mondo, ma a rendere speciale l'aspetto di Meteora sono l'uniformità dei costituenti di roccia sedimentaria che si depositarono in milioni di anni lasciando pochi segni di stratificazione verticale, nonché una brusca erosione verticale localizzata.
La grotta di Theopetra si trova a 4 km da Kalambaka. La sua singolarità dal punto di vista archeologico si deve al fatto che si presenta come culla di due transizioni culturali molto significative: il declino dei neanderthaliani in favore del sapiens sapiens e, più tardi, il passaggio dalla caccia e dalla raccolta all'agricoltura dopo la fine dell'ultima era glaciale. La grotta consiste in un'immensa camera rettangolare vasta 500 m² ai piedi di una collina calcarea, che sorge a nord-est sopra il villaggio di Theopetra, con un ingresso largo 17 m e alto 3. Si trova ai piedi della catena montuosa di Chasia, che funge da confine naturale tra le prefetture della Tessaglia e della Macedonia, mentre il fiume Lithaios, un affluente del Peneo, scorre davanti alla caverna, letteralmente alle porte della grotta. Grazie ed esso gli occupanti della stessa hanno sempre avuto facile accesso all'acqua fresca e pulita senza dover percorrere quotidianamente lunghe distanze per trovarla.
Gli scavi e le varie operazioni di ricerca hanno permesso di scoprire diatomee pietrificate, circostanza che ha contribuito alla comprensione del paleoclima e dei cambiamenti climatici in generale. La datazione al radiocarbonio evidenzia la presenza umana risalente a 50.000 anni fa. La grotta era aperta al pubblico, ma attualmente è chiusa a tempo indeterminato per questioni di sicurezza.
La vegetazione cresce lussureggiante dalle pareti rocciose verticali grazie all'acqua disponibile nelle fessure e crepe che affiorano dagli immensi blocchi. Nel corso delle ultime centinaia di anni Meteora, prima facilmente raggiungibile a piedi, mutò in un luogo di difficile accesso, in quanto ora alcuni punti sono diventati letteralmente impenetrabili.
Essendo i pilastri di roccia così massicci e intrinsecamente imprevedibili, le cadute di massi rappresentano una minaccia costante per i pellegrini e i turisti. Un forte terremoto di magnitudo 7 della scala Richter scosse le rocce nel 1954, lasciando tuttavia sostanzialmente intatti i sottili pilastri. Nel 2005 da una delle conformazioni precipitò un masso così grande da aver ostacolato per giorni la strada che conduce a Meteora.

## Storia

### Storia antica
Le grotte nelle vicinanze di Meteora rimasero abitate ininterrottamente tra 50.000 e 5.000 anni fa. Il più antico esempio conosciuto di una struttura costruita, un muro di pietra che bloccava due terzi dell'ingresso della grotta di Theopetra, fu realizzato 23.000 anni fa, probabilmente come barriera contro i venti freddi (la Terra a quel tempo stava vivendo un periodo freddo), al fianco di molti manufatti del Paleolitico e del Neolitico rinvenuti all'interno delle grotte.
Le Meteore non sono menzionate nella mitologia greca classica né nella letteratura greca antica.

### Eremiti

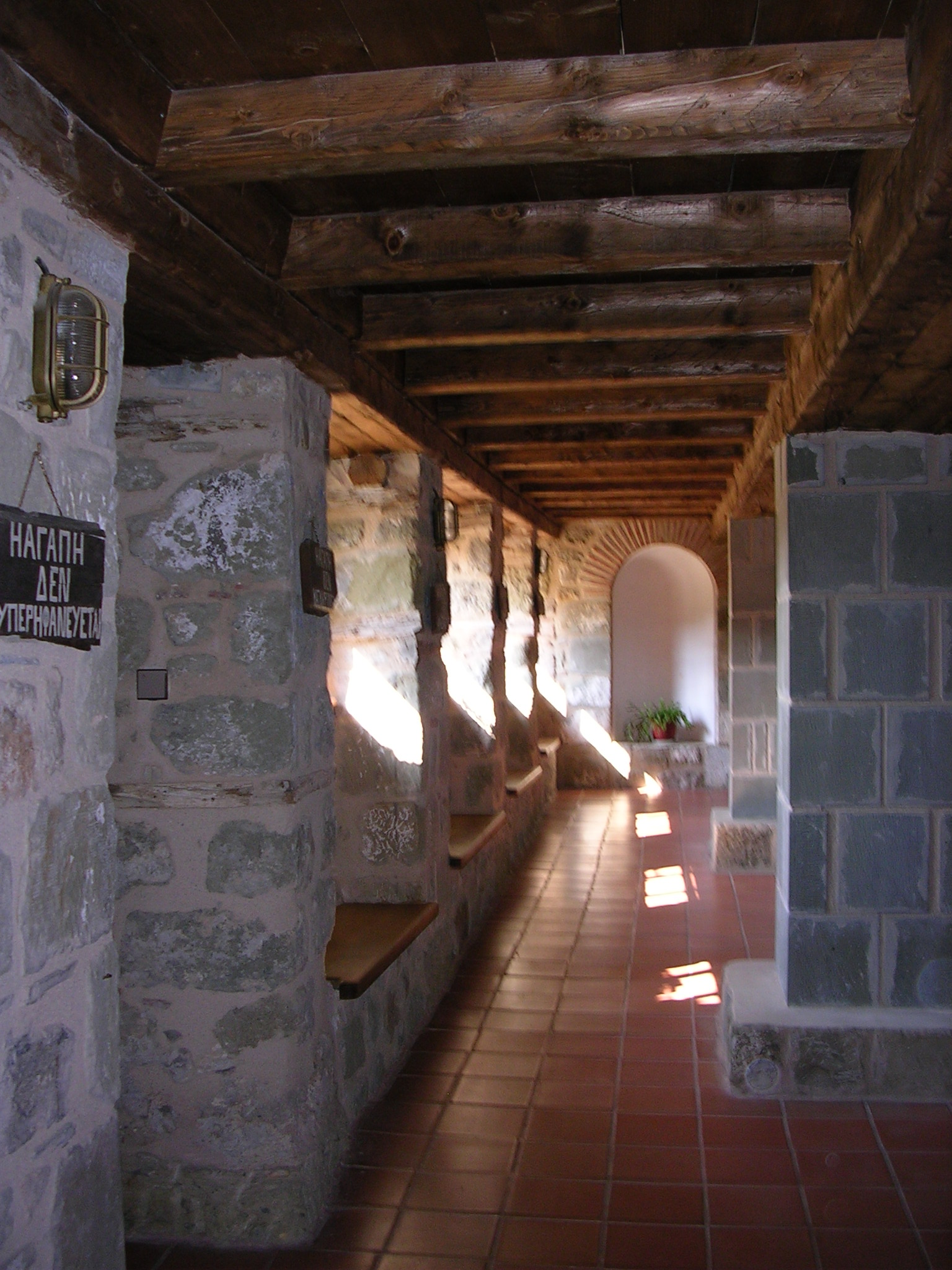
Corridoi del Monastero della Santissima Trinità

Secondo la leggenda, i primi eremiti scalarono queste rocce impervie per isolarsi dal mondo già prima del X secolo, in piena epoca bizantina. Un altro filone sostiene che solo nel XI secolo i monaci si lasciarono attrarre dall'idea di appartarsi sulla cima dei grossi conglomerati della Tessaglia nord-occidentale, considerando il sito come un punto perfetto dove essere più vicini a Dio. Dapprima recatisi in grotte e depressioni rocciose, nelle vicinanze delle stesse fondarono piccoli luoghi di raccoglimento, i cosiddetti "luoghi di preghiera", per pregare insieme e studiare i testi spirituali. Tuttavia, per partecipare alle funzioni e ai sacramenti della chiesa (soprattutto la comunione) dovevano scendere nella vecchia chiesa degli Arcangeli a Stagi, e poi nella chiesa della Vergine di nuova costruzione.
Secondo la maggioranza dei ricercatori, il primo eremita fu un certo Barnaba, che nel 950-970 costruì il più antico monastero dello Spirito Santo (Σκήτη του Αγίου Πνεύματος). Seguì poi l'edificazione dell'eremo della Trasfigurazione (1020) da parte del monaco cretese Andronico, e nel 1162 fu costruito lo skita Stagi o Dupiani. La fondazione di quest'eremo segnò l'inizio di uno 'stato' monastico organizzato (comunità), ovvero quello di Meteora, e della vita monastica comunitaria.

### Formazione del complesso monastico

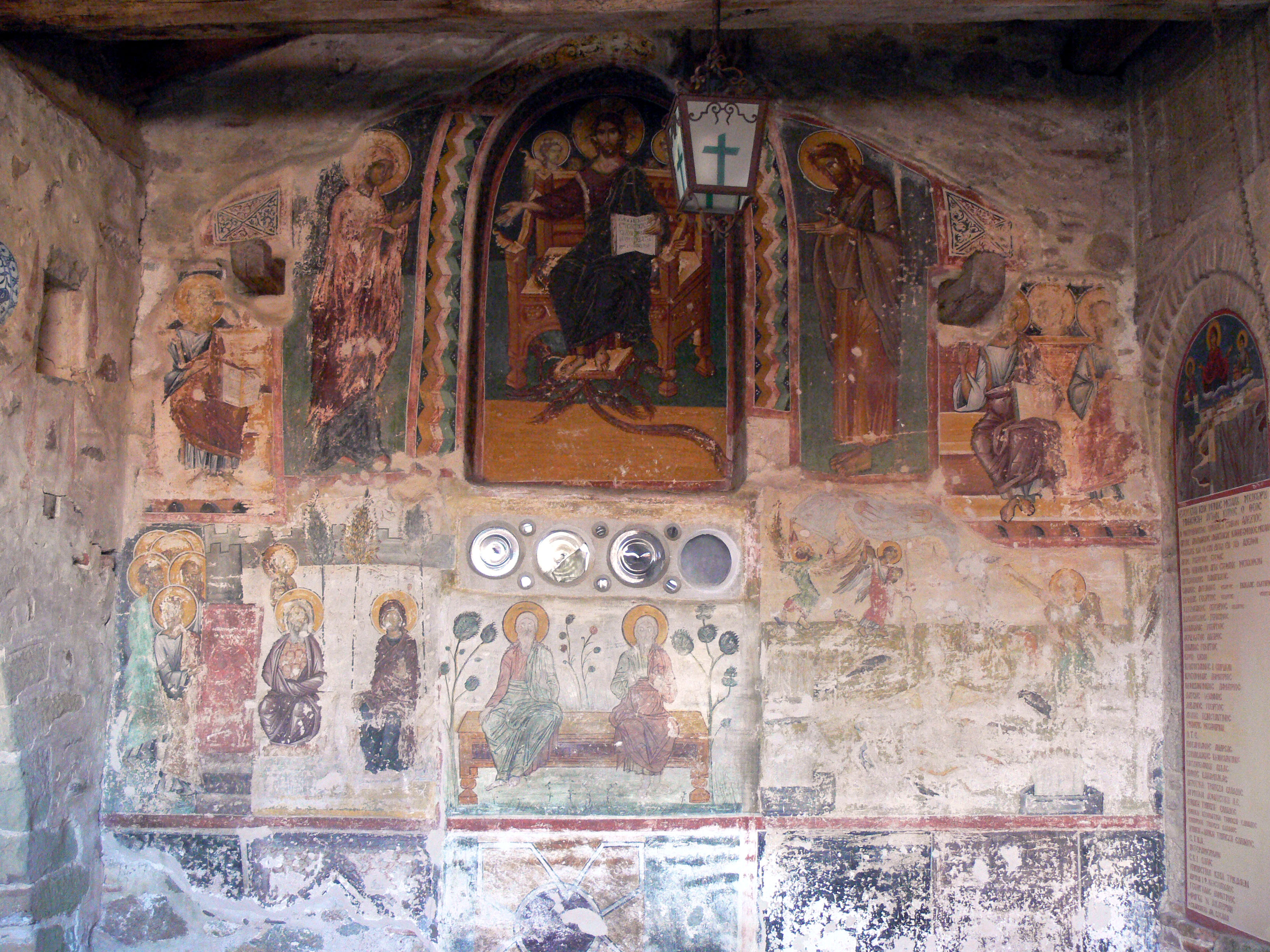
Affreschi

Per due o tre secoli Meteora visse in un'atmosfera di pace e tranquillità, ma nel XIII secolo iniziarono le invasioni di crociati, serbi, albanesi e ottomani, che cercavano di conquistare la Tessaglia. Nel 1334 arrivò a Meteora il monaco Atanasio, costretto a fuggire da Monte Athos per via di un'invasione di razziatori, accompagnato dal suo pastore spirituale Gregorio. Si stabilirono sul pilastro Stagi e vi risiedettero per circa 10 anni. Atanasio, in futuro Sant'Atanasio delle Meteore, aveva un solo obiettivo: la creazione di un monastero ben organizzato su immagine e somiglianza dell'Athos.
A tal fine nel 1334 radunò 14 monaci del circondario e scalò Platis Lithos (roccia larga), una sontuosa roccia alta 613 m s.l.m., 413 m sopra il livello della città di Kalambaka, iniziando un'attività davvero titanica per l'epoca: la costruzione delle prime strutture del futuro monastero di Gran Meteora o della Trasfigurazione. Anastasio fu il primo a stabilire le regole di condotta che i monaci dovevano seguire nella loro vita religiosa a Meteora. Si ritiene che sia stato proprio Atanasio a dare a queste rocce il nome di "Meteora". Nel 1371 giunse in Epiro Giovanni Uroš Paleologo, che aveva da poco assunto il trono dopo la morte del padre Simeon Uroš. Dopo aver incontrato Atanasio delle Meteore, Giovanni decise di rinunciare alla sua carica di imperatore dei romei e dei serbi e prese i voti monastici sotto il nome di Ioasaf; nel 1390, dopo la morte di Atanasio, assunse il ruolo di guida del monastero della Trasfigurazione. Dal 1490 l'abate di quest'ultima località fu posto a capo dell'intera comunità monastica di Litopolis (città rocciosa) di Stagi.

### Elenco dei monasteri
Il periodo d'oro della comunità monastica inizia nel il XVI secolo: la posizione delle strutture, la quale offriva una protezione naturale dalle invasioni di briganti e rapinatori, permise lo sviluppo di una grande associazione di chierici dislocata in vari monasteri. Essa crebbe e si rafforzò anche grazie alle numerose offerte e donazioni elargite da governanti e arconti. Di conseguenza, molti uomini di chiesa di una certa fama o fino a quel momento del tutto sconosciuti fondarono i seguenti monasteri (quelli attualmente attivi sono evidenziati in corsivo):
- "Arcangelo" (Ταξιαρχών)

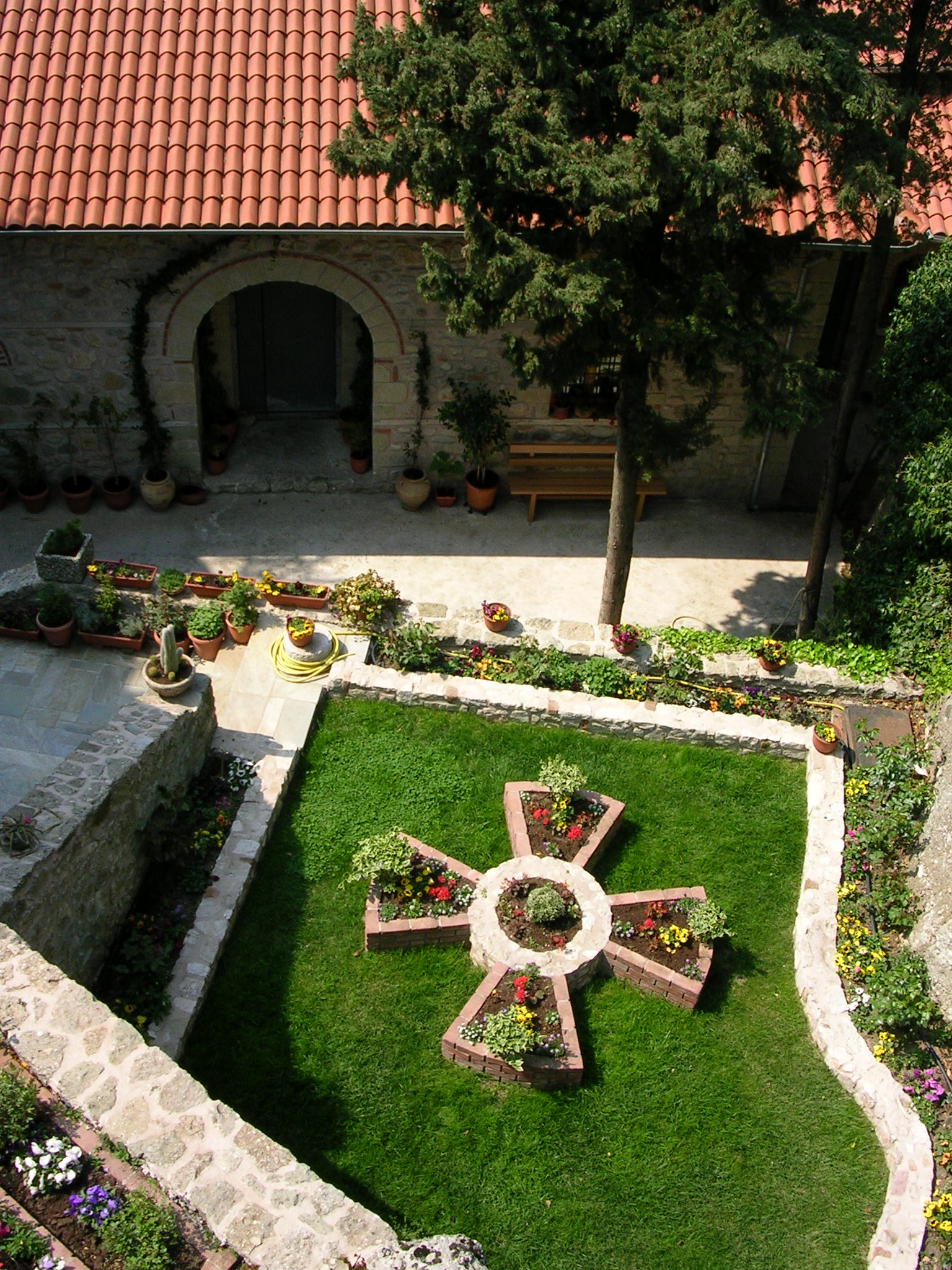
Il cortile del monastero Rusanu

- "San Pietro Apostolo" (inizio XV secolo) (Αλύσεως Αποστόλου Πέτρου)
- "Onnipotente" (Παντοκράτορα)
- "Giovanni di Bunila" (Ιωάννου του Μπουνήλα)
- "Giovanni Battista" (metà del XVII secolo) (Προδρόμου)
- "Ipsilotera o dei Calligrafi" (metà del XV secolo) (Μονής Υψηλωτέρας/Καλλιγράφων)
- "Callistrato" (Καλλιστράτου)
- "Vergine di Mecani" (seconda metà del XIV secolo) (Παναγίας της Μήκανης)
- "Trasfigurazione" (Μεταμόρφωσης)
- "Roussanou o Arsani" (Ρουσάνου/Αρσάνη)
- "Sant'Antonio" (XIV secolo) (Αγίου Αντωνίου)
- "Barlaam o Tutti i Santi" (Βαρλαάμ/Αγίων Πάντων)
- "San Giorgio di Mandila" (Αγίου Γεωργίου του Μανδηλά)
- "San Gregorio" (XIV secolo) (Αγίου Γρηγορίου)
- "San Demetrio" (Αγίου Δημητρίου)
- "San Modesto" (XII secolo) (Αγίου Μοδέστου)
- "Santa Solitudine" (seconda metà del XV secolo) (Αγίας Μονής)
- "San Nicola di Bantova" (circa 1400) (Αγίου Νικολάου του Μπάντοβα)
- "San Nicola Anapafsa" (Αγίου Νικολάου Αναπαυσά)
- "Santo Stefano" (Αγίου Στεφάνου)
- "Santa Trinità" (Αγίας Τριάδος)
- "Santi Apostoli" (inizio XVI secolo) (Αγίων Αποστόλων)
- "Santi Teodori" (Θεοδώρων)
- "Presentazione al Tempio" (Υπαπαντής)[13]

Questi 24 monasteri esistettero durante il periodo di massimo splendore dello stato monastico, poi caddero gradualmente in declino. Fino agli anni '20 del Novecento non c'erano strade di accesso né gradini di pietra per la salita. In passato i monaci e i visitatori potevano raggiungere gli edifici religiosi solo tramite scale di legno mobili o con l'ausilio di persone che li sollevavano in apposite reti (nei primi secoli di vita del complesso si impiegava un complicato sistema di travi e contrappesi sfruttando la conformazione delle rocce). La salita durava più di mezz'ora; le reti a volte si strappavano e il monaco-innografo era tenuto ad avvertire del pericolo:
Allo stesso modo venivano sollevati i materiali adoperati nella costruzione degli edifici, le vettovaglie ed altro. Ancora oggi sono visibili meccanismi che riproducono fedelmente quelli di epoca tardo-medievale.
Durante la seconda guerra mondiale i monasteri furono saccheggiati dai nazisti e dai fascisti e riportarono danni durante la guerra civile. Ma già nei primi anni del dopoguerra si tornò pian piano alla normalità della vita monastica, con Meteora che stava diventando una popolare meta turistica.

## Monasteri attivi

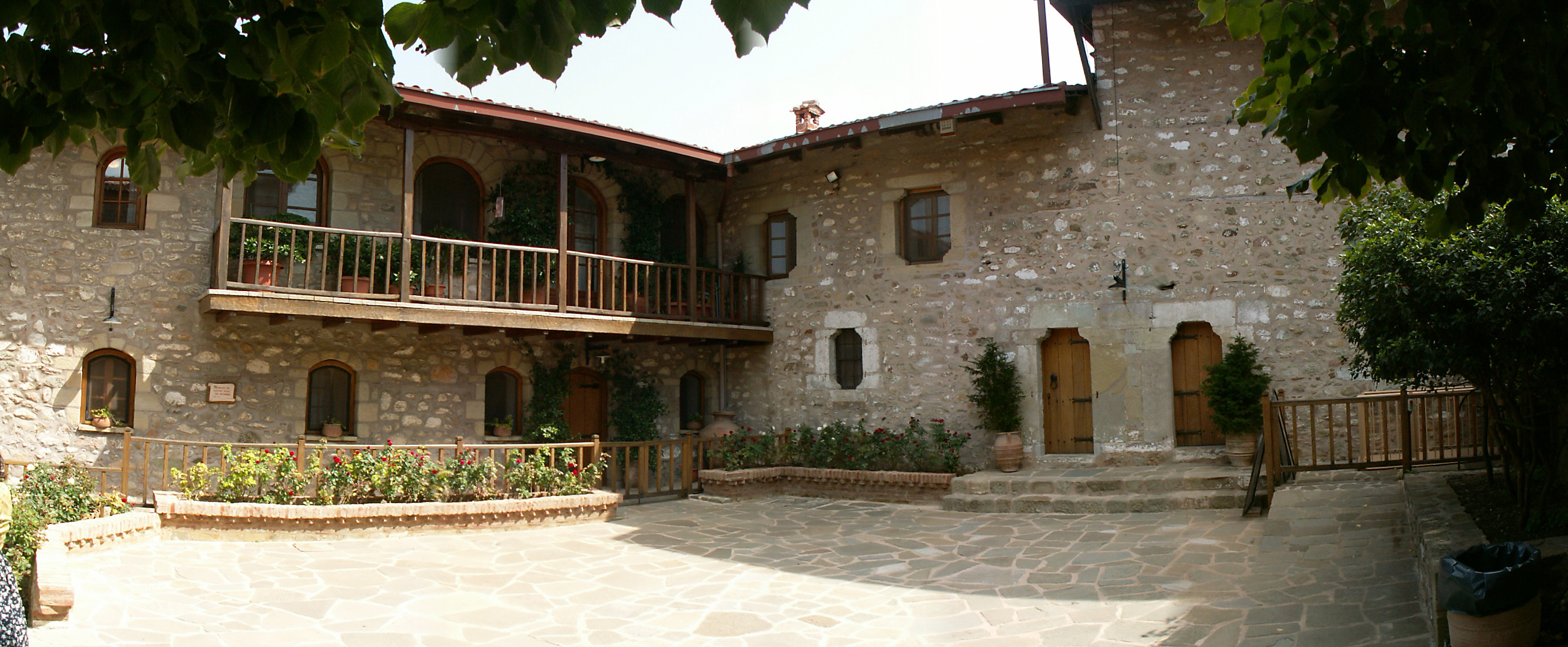
Il cortile del monastero di Santo Stefano

Ad oggi sono attivi solo sei monasteri:
- maschili - "Trasfigurazione", "Barlaam", "San Nicola Bantova", "Santa Trinità";
- femminili - "Roussanou", o monastero di Santa Barbara, "Santo Stefano".[13]

Sono aperti alla visita di fedeli e turisti in giorni e orari prestabiliti. L'ingresso per i cittadini greci è gratuito, per gli altri costa 5 euro.

### Monastero della Trasfigurazione (Gran Meteora)

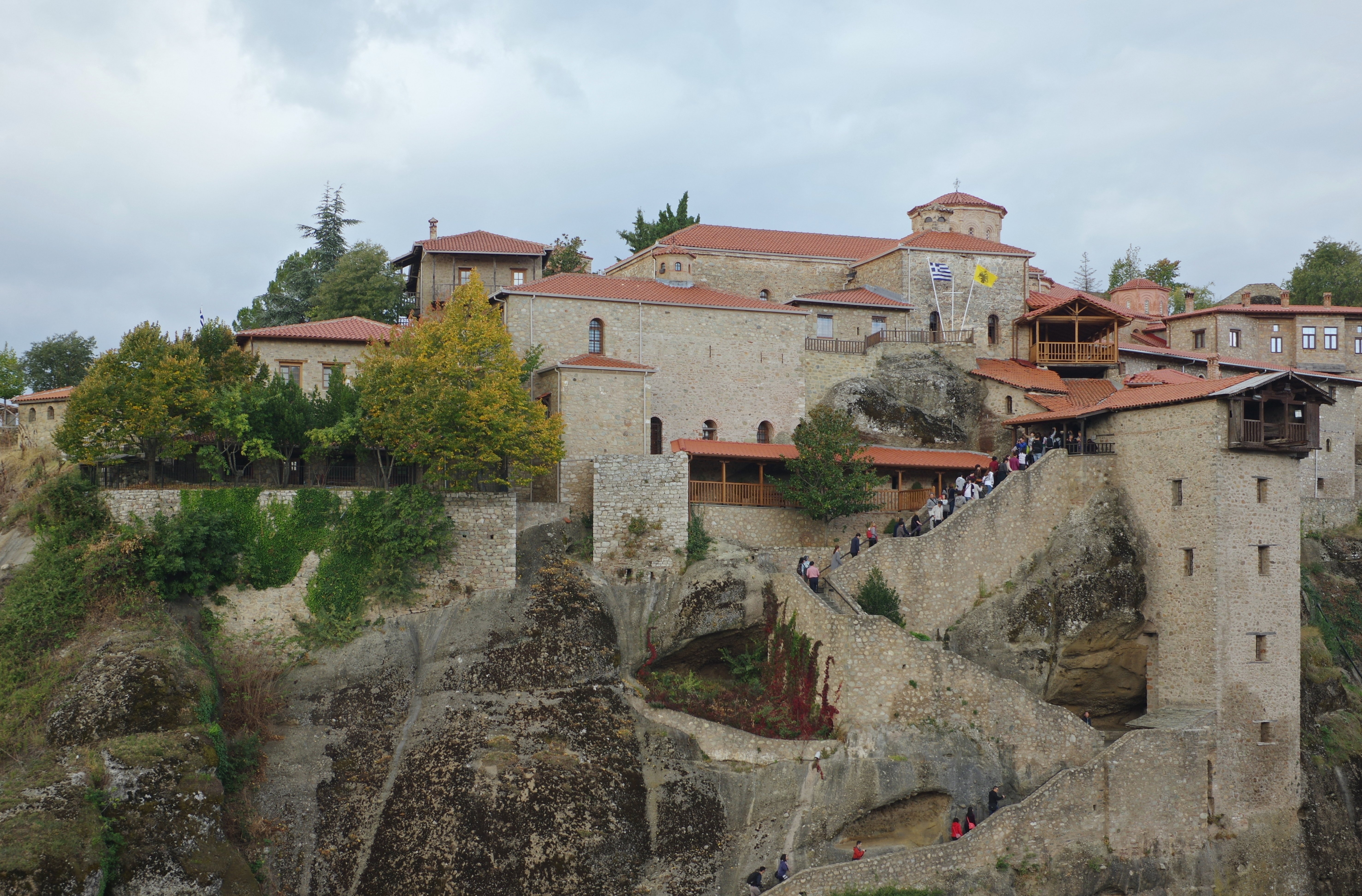
Monastero della Trasfigurazione

Il monastero della Trasfigurazione del Signore (της Μεταμόρφωσης του Σωτήρος), noto anche come Gran Meteora (Μεγάλο Μετέωρο) si trova sulla roccia più alta (613 m) e più estesa (0,06 km²). Fu fondato da Atanasio intorno al 1340.
La cattedrale principale del monastero (catholicon), detta della Trasfigurazione, fu costruita nel 1388 sul modello dei templi di Monte Athos, a 3 conchiglie e a doppio esonartece, oltre che a forma di croce con absidi sui lati e una cupola dodecaedrica alta 24 metri e lunga 32 metri. È sostenuta da quattro colonne, tutti i lati delle quali, così come il soffitto, sono coperti da affreschi dedicati a scene religiose ed episodi di martirio dei santi. Nella sezione settentrionale della navata si trova il luogo di sepoltura dei fondatori del monastero, i monaci Atanasio e Ioasaf, e accanto ad essa sono raffigurati i due che tengono in mano il monastero. Ioasaf, con il suo passato di governatore, rese possibile l'ampliamento della cattedrale della Trasfigurazione, la decorò con icone e la dotò dei vasi sacri necessari. Aiutò anche gli altri monasteri di Meteora proteggendo i loro diritti grazie all'emissione di lettere reali.

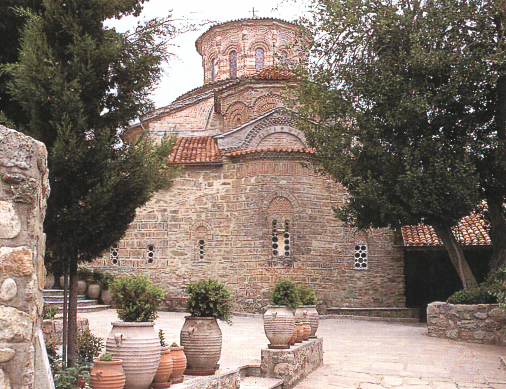
Catholicon del Monastero della Trasfigurazione

Nel 1484 la cattedrale fu ricostruita e ridipinta, come testimonia l'iscrizione sul lato meridionale dell'altare. Una nuova tappa nella ricostruzione ebbe luogo a metà del XVI secolo, quando dopo la visita del patriarca Geremia I a Meteora il complesso raggiunse il suo apice. In quel periodo fu costruita una parte significativa degli edifici monastici sopravvissuti fino ad oggi (ospedale, cucina, refettorio, casa per monaci anziani), e la cattedrale acquisì il suo aspetto attuale. Essa conserva affreschi di alto livello artistico, realizzati nel 1552 da un autore ignoto. Nel 1791 per la cattedrale fu scolpita un'iconostasi lignea con dorature, decorata con figure zoomorfe e vegetali. Degno di nota è anche il trono ligneo intagliato dell'abate con intarsi in madreperla (inizio XVII secolo).
La chiesa custodisce un gran numero di pregevoli icone dei secoli XIV-XVI, mentre nell'ex refettorio è stato allestito un museo dei tesori monastici, tra i quali spiccano il più antico manoscritto ellenico conosciuto, risalente all'861, la doppia icona della Madre di Dio, realizzata con il contributo di Maria Paleologa, sorella di uno dei fondatori del monastero, parte di una crisobolla firmata dall'imperatore Andronico II Paleologo, un sudario completamente ricamato del XIV secolo e quattro icone del XVI secolo (la Natività di Cristo, la Crocifissione, la Passione, l'Addolorata).
All'ingresso al monastero vi è il fatiscente eremo di Sant'Atanasio, un piccolo edificio perso nella roccia; il fondatore del monastero vi abitava in una grotta, e dietro l'ingresso si scorgevano una piccola cappella e una cripta. Il monastero fu ripetutamente saccheggiato dagli ottomani (ad esempio, nel 1609 e nel 1616) e nel 1633 subì un grave incendio. Per un'ascesa più sicura, nel 1922 furono realizzati gradini nella roccia, ma la rete metallica si usa ancora per sollevare provviste e altri oggetti necessari alla vita del monastero. Ai danni subiti nella seconda guerra mondiale seguì il restauro degli edifici e poi l'apertura di un albergo, dopodiché il monastero tornò pienamente operativo.

### Monastero di Varlaam
La storia del monastero di Varlaam (greco Μονή Βαρλαάμ) o di Tutti i Santi (Αγίων Πάντων) iniziò a metà del XIV secolo, quando l'archimandrita Varlaam si arrampicò sulla roccia alta 370 m ed eresse diverse celle e una piccola chiesa, che dedicò ai Tre Sacri Gerarchi. Lì visse in completa solitudine fino alla fine dei suoi giorni. Dopo la sua morte tutti i locali rimasero disabitati per molti anni.

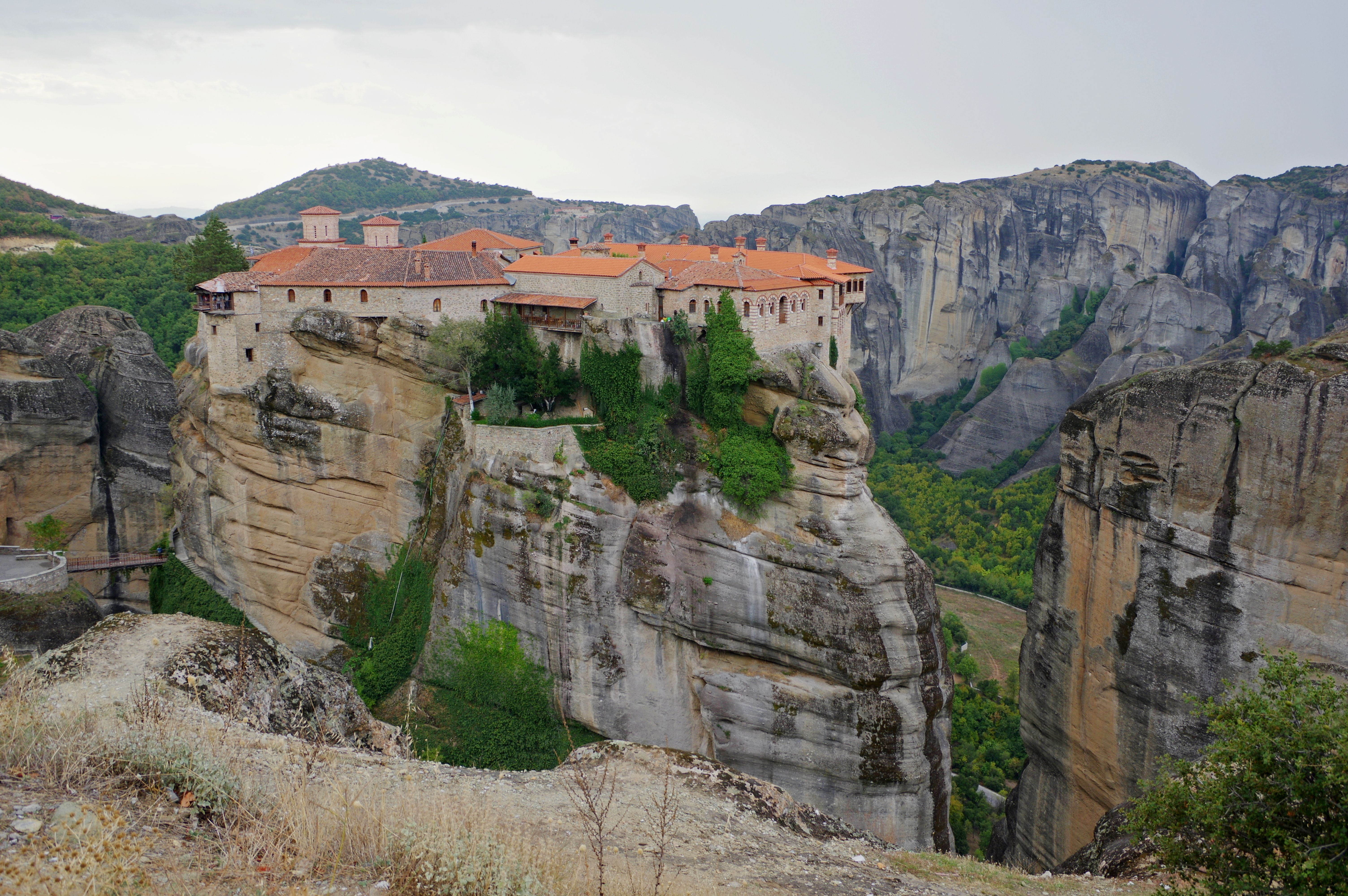
Monastero di Varlaam

Nel 1518 due fratelli, i monaci Nectario e Teofane provenienti da una nobile famiglia di Apsaradi della città di Ioannina, che aveva vissuto per sette anni sulla Colonna del Precursore nel monastero della Trasfigurazione (Gran Meteora), si arrampicarono su una roccia con il solo scopo di restaurare la chiesa dei Tre Santi costruita da Varlaam, che era diventata un rudere. Ma dopo dopo aver finito i lavori i frati rimasero sulla roccia e, a poco a poco, si unirono a loro altri monaci, il cui numero a metà del XVI secolo arrivò a 30. Nel 1542 i fratelli costruirono una nuova chiesa spaziosa con due cupole, fatta a somiglianza delle chiese athonite, dedicandola a Tutti i Santi, che poi divenne il catholicon del monastero. Dopo la morte di Teofane nel 1544 e di Nectario nel 1550 il monastero continuò a prosperare, ricevendo dai fedeli terreni, vigneti, oliveti e abitazioni. Nel 1922 nella roccia furono scavati gradini per una salita più comoda.
La chiesa dei Tre Santi, basilica ad una navata, durante l'ultimo restauro (1627) fu affrescata dal grande schema Efrem il Siro, uno dei più famosi abitanti del monastero e prolifico artista che lavorò nelle chiese. Fu dipinta dal pittore Franco Catelano di Tebe negli anni 1550-1560 (i lavori nella sezione principale si protrassero fino al 1566). Vi sono altresì diversi mosaici in avorio e madreperla. Nell'angolo sud-orientale del nartece si trova il simulacro dei fondatori del monastero, Nectario e Teofane. Il museo situato nel refettorio ospita una vasta collezione di manoscritti rari, un sudario ricamato in oro e croci in legno intagliato di ottima fattura. Una menzione speciale meritano le icone portatili del periodo post-bizantino, così come il Vangelo dell'imperatore Costantino VII Porfirogenito.

### Monastero della Santissima Trinità

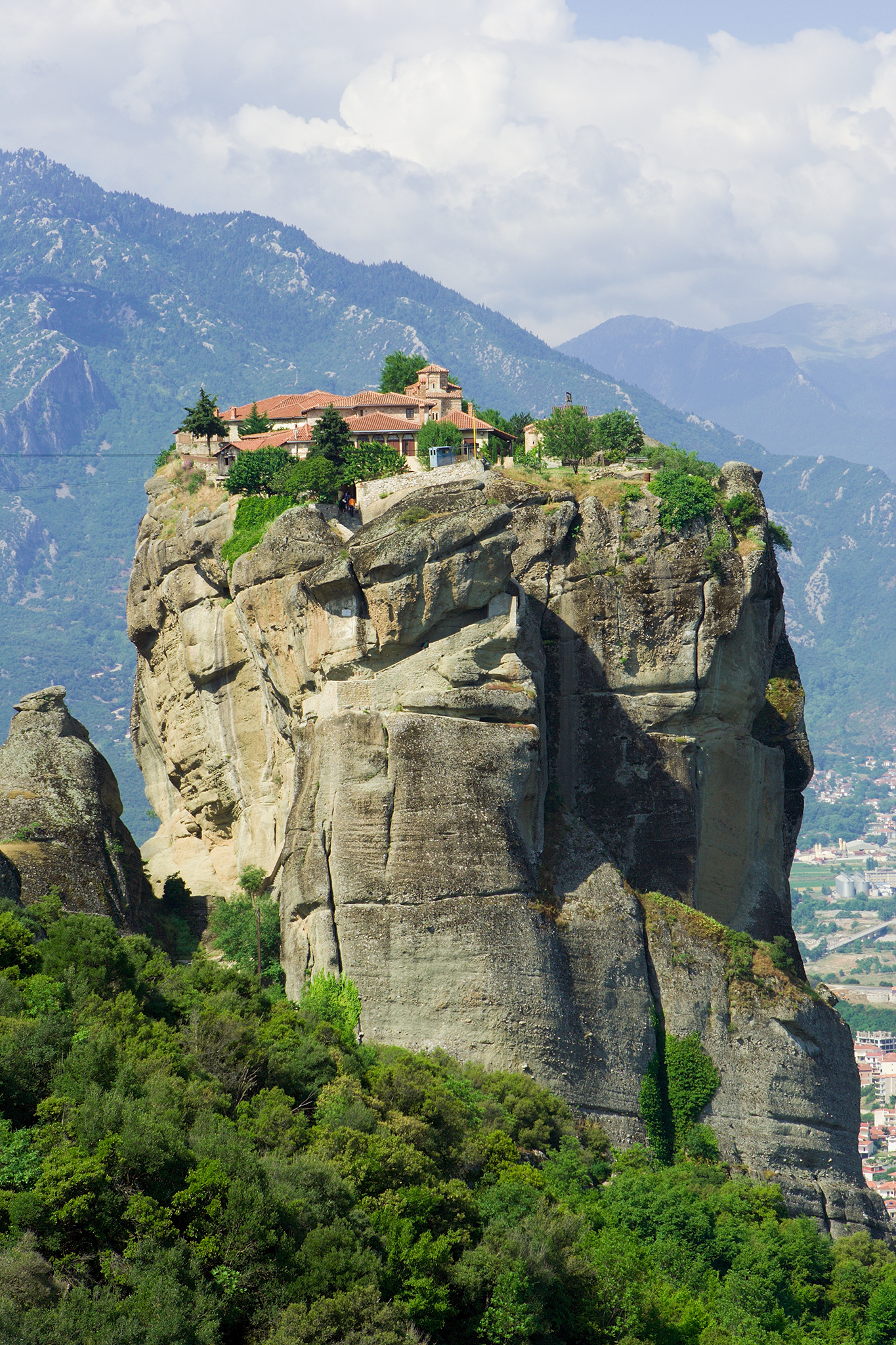
Monastero della Santissima Trinità

La roccia su cui sorge il monastero della Santissima Trinità o della Aghia Triada (Μονή Αγίας Τριάδος) appare alla vista la più spettacolare: è situato su un blocco roccioso alto 400 metri e ai suoi piedi si trovano l'alveo del fiume Peneo e, nelle vicinanze, le cime della boscosa catena del Pindo.
Non si hanno informazioni esatte sulla fondazione del monastero; fu costruito da qualche parte tra il 1458 e il 1476. Non è nemmeno noto con certezza se il monaco Dometius menzionato nelle cronache monastiche sia il suo fondatore. Nel 1925, sotto l'abate Nikandra, furono scavati 140 gradini che, seguendo il sentiero ai piedi della roccia, conducono al monastero. In salita, all'ingresso del monastero, si trova una piccola chiesa dedicata a San Giovanni Battista, scavata nella roccia. A curare i lavori nel 1682 fu un frate di nome Nicodemo, come testimonia l'iscrizione sopra l'ingresso dall'interno dell'edificio, letta per la prima volta nel XIX secolo dall'archeologo francese L. Jose. È verosimile che prima della realizzazione dei gradini vi fosse un sito atto a ospitare monaci eremiti solitari.
Nella parte nord-occidentale del monastero si rintraccia un catholicon dedicato alla Santissima Trinità. È una piccola cattedrale in stile bizantino cruciforme, con due colonne, una cupola bassa e una parte centrale, oltre a un nartece e una sagrestia. Fondata nella seconda metà del XV secolo, secondo le iscrizioni nella cattedrale, gli affreschi interni videro la luce nel 1741 grazie al sacerdote Anatoli e a suo fratello Nicodemo. La cappella laterale è coperta da un soffitto emisferico, con un'iscrizione la quale informa che questa fu costruita nel 1689 e affrescata per la prima volta nel 1692. A destra dell'altare ha sede la sagrestia, la maggior parte dei cui tesori venne depredata durante le conquiste straniere da razziatori sconosciuti insieme alle campane del monastero. Al tempo si riuscì a salvare 26 icone antiche, attualmente conservate nel monastero di Varlaam, e 40 manoscritti poi trasferiti al monastero di Santo Stefano. Nel 1979 fu trafugata l'antica iconostasi lignea della cattedrale insieme alle icone; al suo posto si installò una nuova iconostasi dorata con le icone di Cristo (1662) e della Madre di Dio (1718). Uno dei principali tesori del monastero è il Vangelo in cornice d'argento, pubblicato nel 1539 a Venezia.

### Monastero di Roussanou o di Santa Barbara

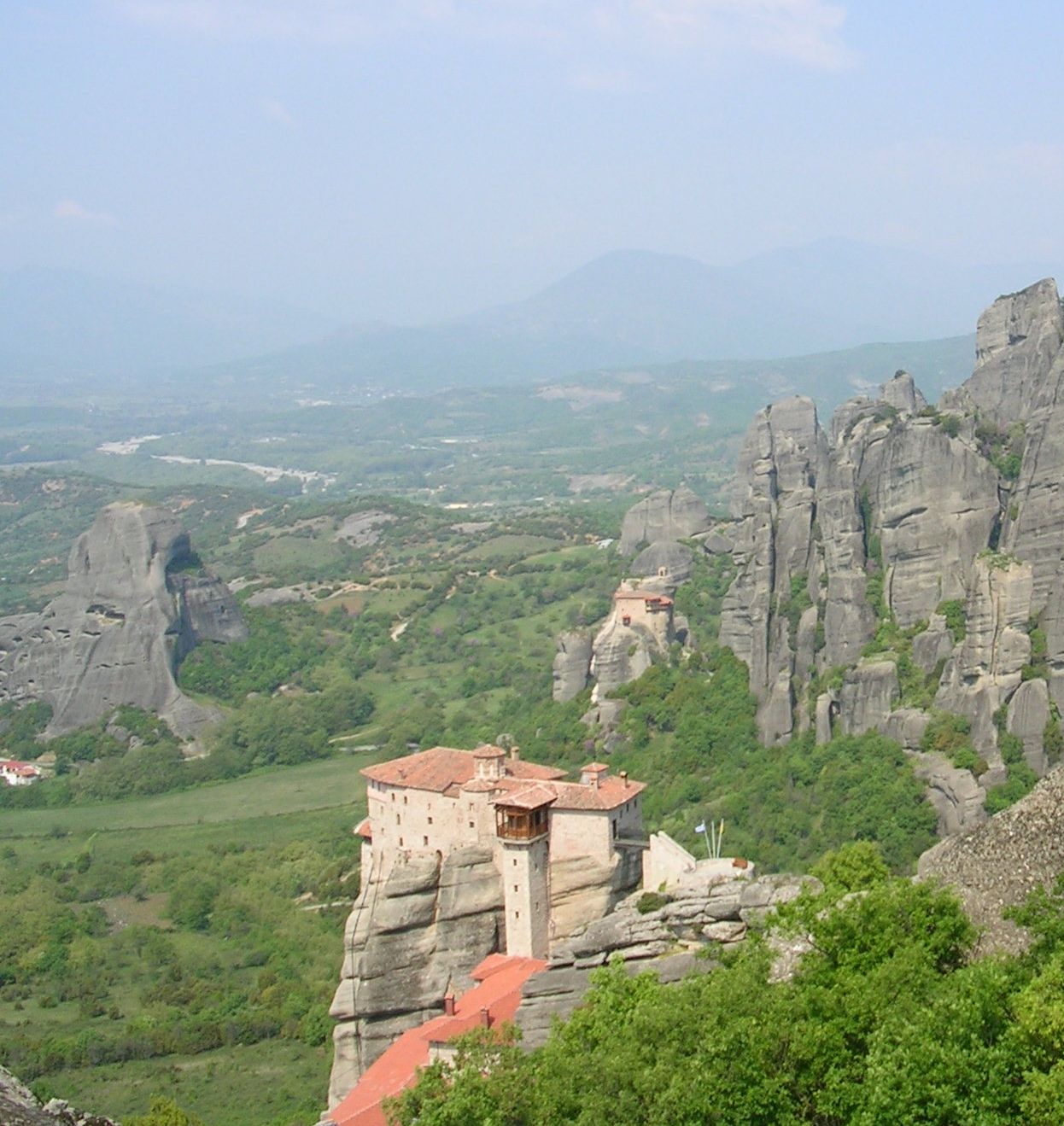
Monastero di Roussanou

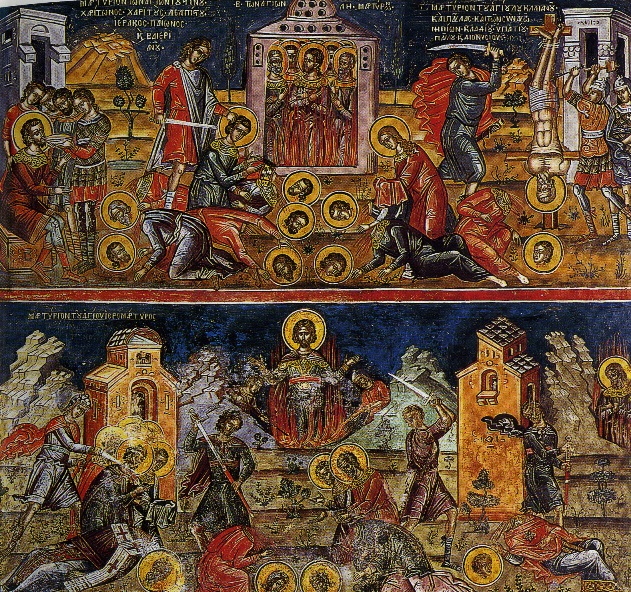
L'affresco della Trasfigurazione, situato nel nartece del catholicon

Non si conoscono con certezza né l'epoca della creazione del monastero di Roussanou (Μονή Ρουσάνου) o di Arsani (Αρσάνη) né l'origine del suo nome. Secondo una ricostruzione, il fondatore del monastero sarebbe stato un certo Rusanos, originario della terra di Rosana. Secondo altre fonti non confermate, il monastero fu fondato nel 1288 dagli ieromonaci Nicodemo e Benedetto. Si sa per certo che nel 1545, con il permesso del metropolita della città di Larissa Vissarion e dell'abate del monastero di Gran Meteora, i fratelli ieromonaci Giuseppe e Massimo, nativi dell'Epiro, costruirono un catholicon in stile bizantino sul sito della distrutta chiesa della Trasfigurazione e restaurarono il monastero, il quale operò poi regolarmente in veste di cenobio.
Il monastero fu saccheggiato più volte; le reliquie non depredate e sfuggite agli aggressori sono ora conservate nel monastero della Trasfigurazione. Durante la persecuzione turca del 1757 e la guerra greco-turca del 1897 gli abitanti dei villaggi circostanti si rifugiarono all'interno delle mura del monastero. Nel 1897 si realizzarono due ponti di legno che rimpiazzarono le scale di corda usate in precedenza (nel 1930 questi ponti furono sostituiti da quelli moderni). Nel 1940 il monastero cadde in rovina e perse i suoi occupanti. Dal 1950 la starica Eusebia del vicino villaggio di Kastraki mantenne la sola struttura a tre piani del monastero; dopo la morte della donna nel 1971 il monastero fu chiuso perché inagibile. Negli anni '80 gli edifici furono restaurati grazie ai finanziamenti e alla supervisione del Servizio archeologico greco, i quali hanno permesso l'insediamento di un convento di suore attualmente dedicato a Santa Barbara.
Il catholicon del monastero, la Chiesa della Trasfigurazione, con un altare atipico rivolto a nord, è una struttura a doppia cupola con volta a crociera e un nartece. La chiesa fu affrescata nel 1560 da ignoti pittori di icone della scuola cretese. Non si ha notizia di lavori di restauro nei secoli successivi, ma nonostante questo gli originali si presentano in buone condizioni. Di eccezionale valore sono gli affreschi del vestibolo dedicati alla Resurrezione e alla Trasfigurazione: quest'ultima è una composizione poliedrica con angeli, anime dei defunti e il fiume infuocato dell'inferno. Di grande pregio è altresì l'intaglio ligneo con doratura dell'iconostasi.

### Monastero di Santo Stefano

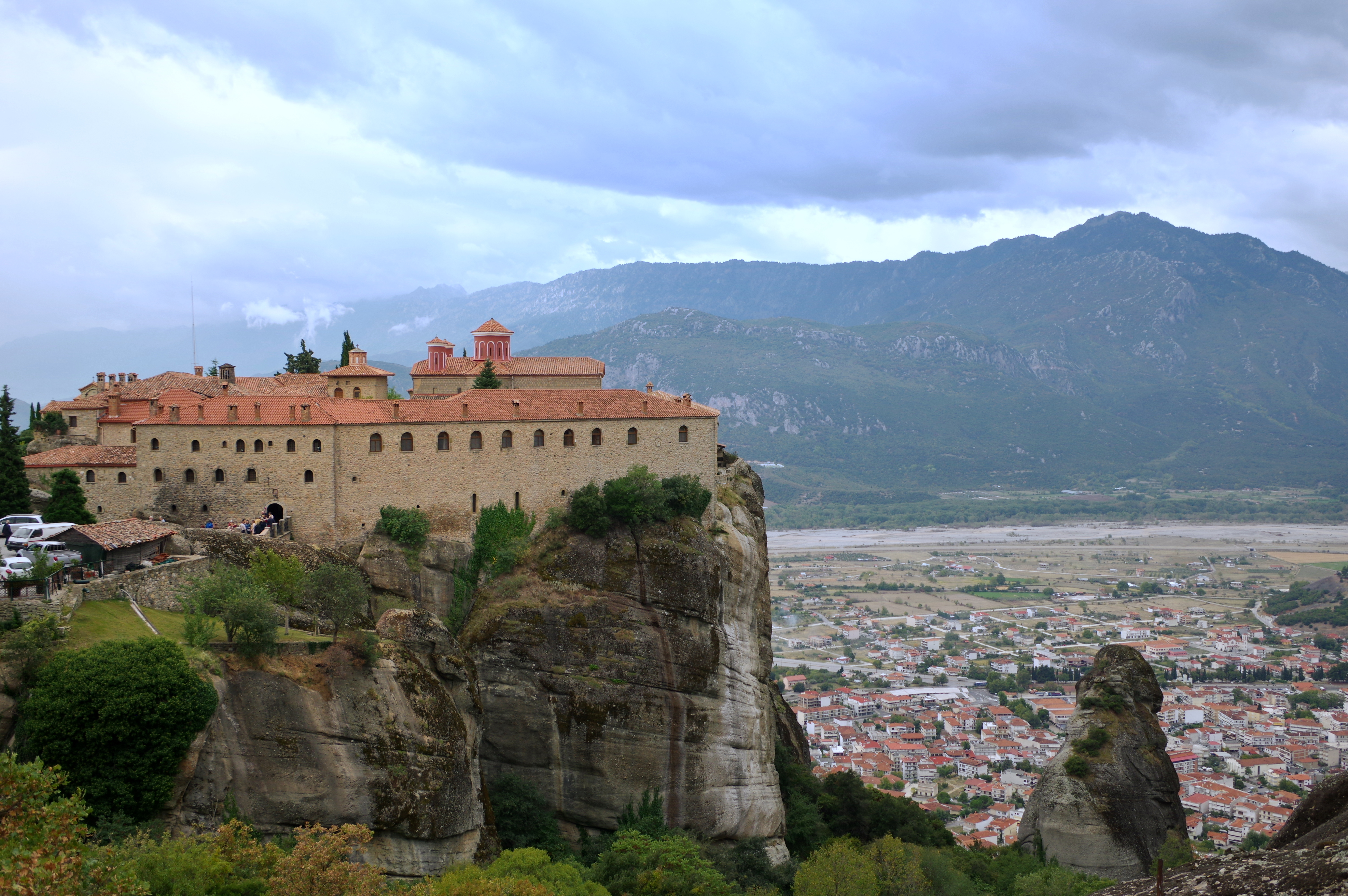
Monastero di Santo Stefano

Il monastero di Santo Stefano (Αγίου Στεφάνου) è il più ricco del complesso di edifici religiosi a Meteora. Essendo posto su un'enorme roccia che domina la città di Kalambaka, l'ingresso è il più accessibile e si effettua tramite l'unico ponte pedonale disponibile lungo 8 m.
Sull'arco in pietra sopra l'ingresso nel 1927 fu scoperta una lastra precedentemente murata con la scritta "6770. Geremia", il che significa che un eremita di nome Geremia viveva sulla roccia già nell'anno 6770 dalla fondazione del mondo, cioè nel 1192 d.C. Presumibilmente questo eremita e altri monaci ultimarono in loco diverse celle, una cisterna per la raccolta dell'acqua piovana e una piccola cappella dedicata a Santo Stefano. La fondazione del monastero stesso risale alla fine del XIV secolo, quando lo fece costruire Antonio Cantacuzeno (nipote di Simeon Uroš) e Filoteo da Siatena, le cui sembianze sono immortalate in una piccola chiesa nei dintorni del monastero in esame. Nel 1545 il patriarca Geremia I di Costantinopoli proclamò il monastero stauropegale (cioè sottoposto direttamente all'autorità del patriarca e non di un vescovo), rimuovendolo dalla giurisdizione della diocesi di Stagi. Per molti anni le case regnanti della Romania lo sostennero con ingenti donazioni. Durante la dominazione ottomana esso svolse attività educative; con i fondi monastici fu costruita una scuola nella vicina città di Kalambaka.
Nel 1798 vide la luce la chiesa di San Caralampo, il catholicon del monastero. Il grosso della chiesa non presenta dipinti; l'iconostasi è realizzata con la tecnica dell'intaglio del legno ed è decorata con una croce dorata. Alla fine del XIX secolo nella struttura vivevano 31 monaci, ma nel 1960 essa era quasi vuota; nel 1961 fu convertita in un convento femminile, ancora oggi attivo. Il refettorio monastico, costruito nel 1857, è utilizzato per l'esposizione delle reliquie monastiche, le più pregiate delle quali sono un disco con calice (1631), molte icone portatili dei secoli XVII-XVIII, un manoscritto della Divina Liturgia del 1404, redatto da uno dei fondatori.
Il monastero conserva la sua natura di luogo d'istruzione nell'ambito della rinascita della musica bizantina e fa attività di formazione nel campo dell'iconografia.

### Monastero di San Nicola Anapavsas

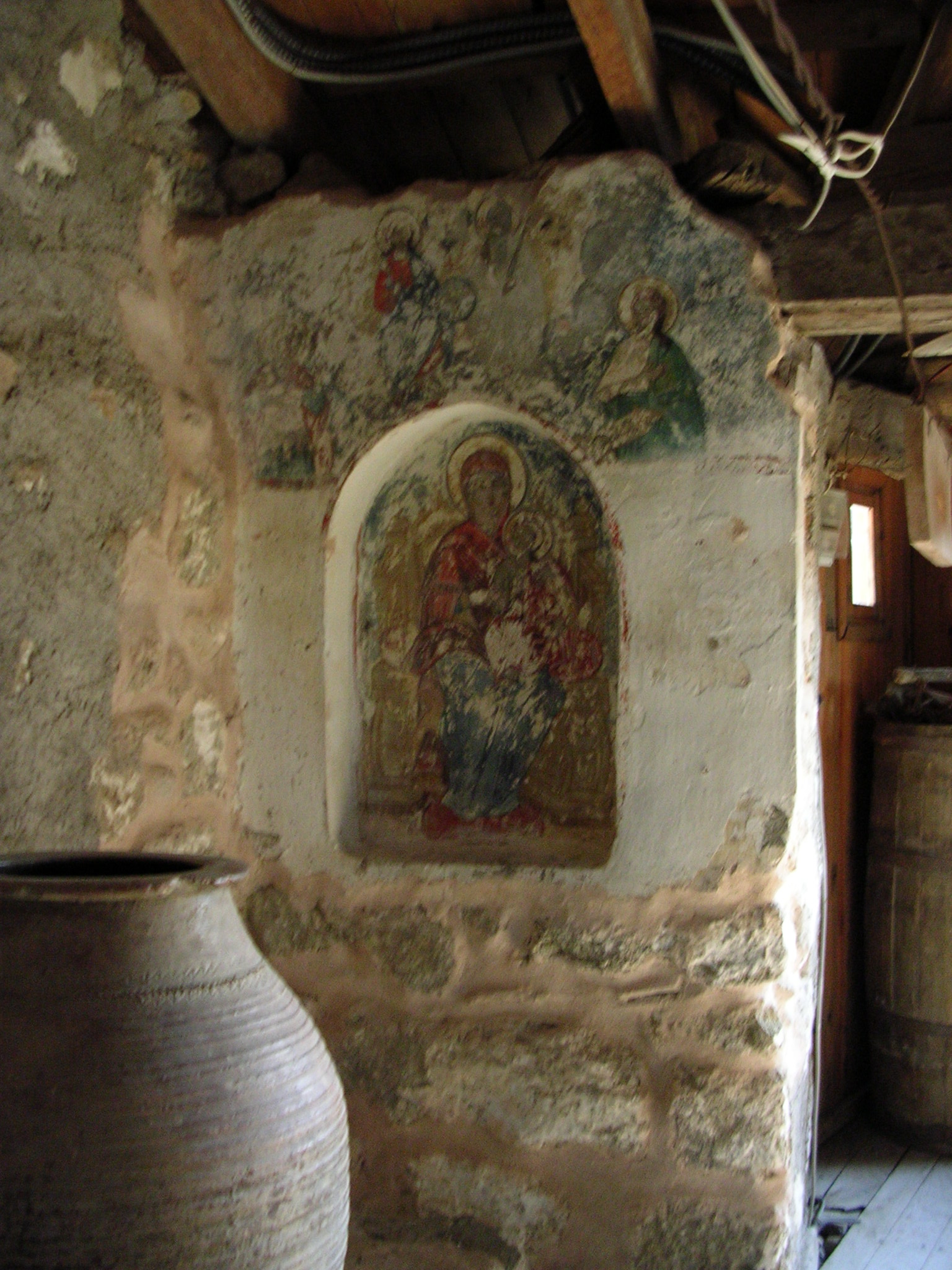
Affresco raffigurante la Madre di Dio nel Monastero della Santissima Trinità

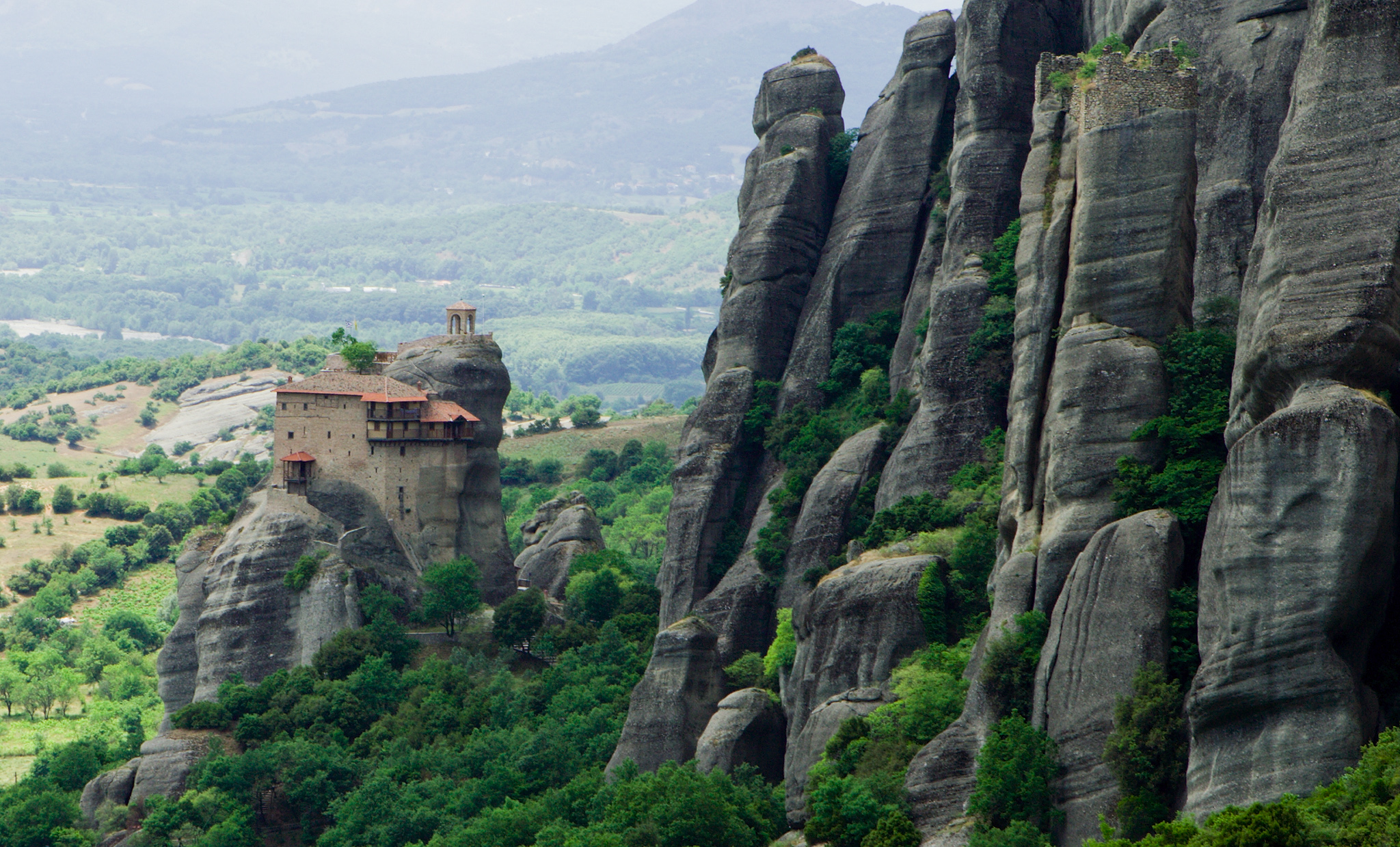
Monastero di San Nicola Anapavsas

Del monastero di San Nicola Anapavsas (του Αγίου Νικολάου Αναπαυσά), chiamato anche del Gioioso (Άσμενος), non è noto il momento dell'istituzione: si ipotizza che i primi monaci vi fossero giunti nel XIV secolo. La fondazione si attribuisce al monaco Nicanore, detto Anapavsas (Αναπαυσάς), parola che sopravvive nel nome del monastero. Ma è possibile anche che l'epiteto Αναπαυσάς (dal verbo ανάπαυω, ovvero riposare) vada attribuito piuttosto al monastero stesso, inteso come luogo che garantisce pace mentale e fisica ai monaci e agli ospiti. La prima menzione scritta di tale centro religioso risale al 1392.
La piccola area su cui sorge l'edificio costrinse i monaci a collocare luoghi di preghiera, celle e stanze di vario genere su più livelli, dando l'impressione di un labirinto. All'ingresso, nella gola della roccia, sorge una piccola chiesa dedicata a San Simeone. Al primo livello si trova una piccola chiesa realizzata in onore di Sant'Antonio; l'altare, di soli 4 m², può ospitare un solo sacerdote.
Al secondo livello si trova la Cattedrale di San Nicola, il catholicon del monastero, costruita intorno al 1527 a spese del metropolita di Larissa Dionisio e dello ieromonaco ed esarca di Stagia Nicanore, come testimonia l'iscrizione sopra l'ingresso. Ha una forma rettangolare e senza finestre; sopra si scorge una bassa cupola, mentre il nartece è così ampio che sembra costruito in origine come cortile di un monastero. L'altare volge lo sguardo a nord; le pareti sono decorate con affreschi ultimati da Teofane Strelitzas, un rinomato pittore di icone della scuola cretese.
Al terzo livello si trovano le celle, un antico refettorio che funge da sala di ricevimento per gli ospiti di onore, la chiesetta di San Giovanni Battista e una cripta con i teschi dei monaci. All'inizio del Novecento il monastero di San Nicola si svuotò, gli edifici caddero gradualmente in disuso e i preziosi manoscritti in esso conservati passarono al monastero della Santissima Trinità; negli anni '60 il monastero fu restaurato dal ministero dell'Archeologia della Grecia e tornò in funzione.

## Automobilismo
La prova speciale di Meteora (con passaggi in strade vicine ai monasteri) fu una delle più apprezzate nel Rally dell'Acropoli sino alla fine degli anni '80.

## Influenza culturale
La singolarità della località ha ispirato numerose opere cinematografiche, letterarie e musicali.

### Cinema e TV
- Il luogo si intravede nel film Il ragazzo sul delfino con Sophia Loren: il personaggio interpretato da Clifton Webb si reca a Meteora e giunge al monastero della Santissima Trinità per effettuare delle ricerche nella biblioteca;[46]
- Le scene finali del film Agente 007 - Solo per i tuoi occhi sono interamente ambientate in un monastero di Meteora. Per ovvi motivi di ripresa, le scene in interno sono state però girate in set ricostruiti in studio;[47]
- Nel complesso monastico di Meteora è ambientato il film del regista greco Spiros Stathoulopoulos, Meteora, presentato in concorso alla 62ª edizione del Festival internazionale del cinema di Berlino nel 2012;[48]
- Nel film Gli uomini falco del 1976 (regia di Douglas Hickox, con Charles Aznavour e James Coburn) compare un monastero di Meteora come rifugio di terroristi;[49]
- Le scene tratte da Tintin et le mystère de la toison d'or sono riprese dai monasteri di Meteora;[50]
- Nell'episodio "Travels with Father" de Le avventure del giovane Indiana Jones, Indiana e suo padre si recano in visita a Meteora.[51]
- Meteora ispirò la roccaforte detta Nido dell'Aquila nella serie TV de Il Trono di Spade.[52]

### Letteratura
- Meteora è l'ambientazione principale del libro di narrativa Il sacrificio di Spook scritto da Joseph Delaney;[53]
- Il terzo volume del fumetto Le Décaloque dell'autore francese Frank Giroud è ambientato a Meteora, da cui prende anche il nome.[54]
- Il terzo episodio della serie Top de Tops, intitolato "Topolino e il segreto della settima meteora", scritto da Giorgio Pezzin, disegnato da Massimo de Vita e pubblicato su Topolino 2286, è ambientato nella "valle della meteora" e narra di un settimo monastero.
- Uno dei protagonisti che sopravvive nel romanzo di Max Brooks incentrato su un'apocalisse zombie, intitolato World War Z, trova rifugio e pace dei sensi nei monasteri durante e dopo la guerra con i non morti.

### Musica
- Nel 2003 il gruppo musicale statunitense Linkin Park intitolò Meteora il suo secondo album in studio, trovando ispirazione in questi luoghi misteriosi.[55]

### Videogiochi
- L'ambientazione del regno dell'Elisio nel DLC "Il destino di Atlantide" di Assassin's Creed Odyssey, contrassegnata da ripide montagne da scalare, si deve alla geologia di Meteora;
- L'ambientazione del livello "St. Francis' Folly" nel videogioco Tomb Raider del 1996 e nel suo remake del 2007 si ispira dagli alti monasteri di Meteora;[56]
- La mappa "Sanctuary" del DLC di Call of Duty: Modern Warfare 3 è ambientata nei monasteri di Meteora.

## Galleria d'immagini

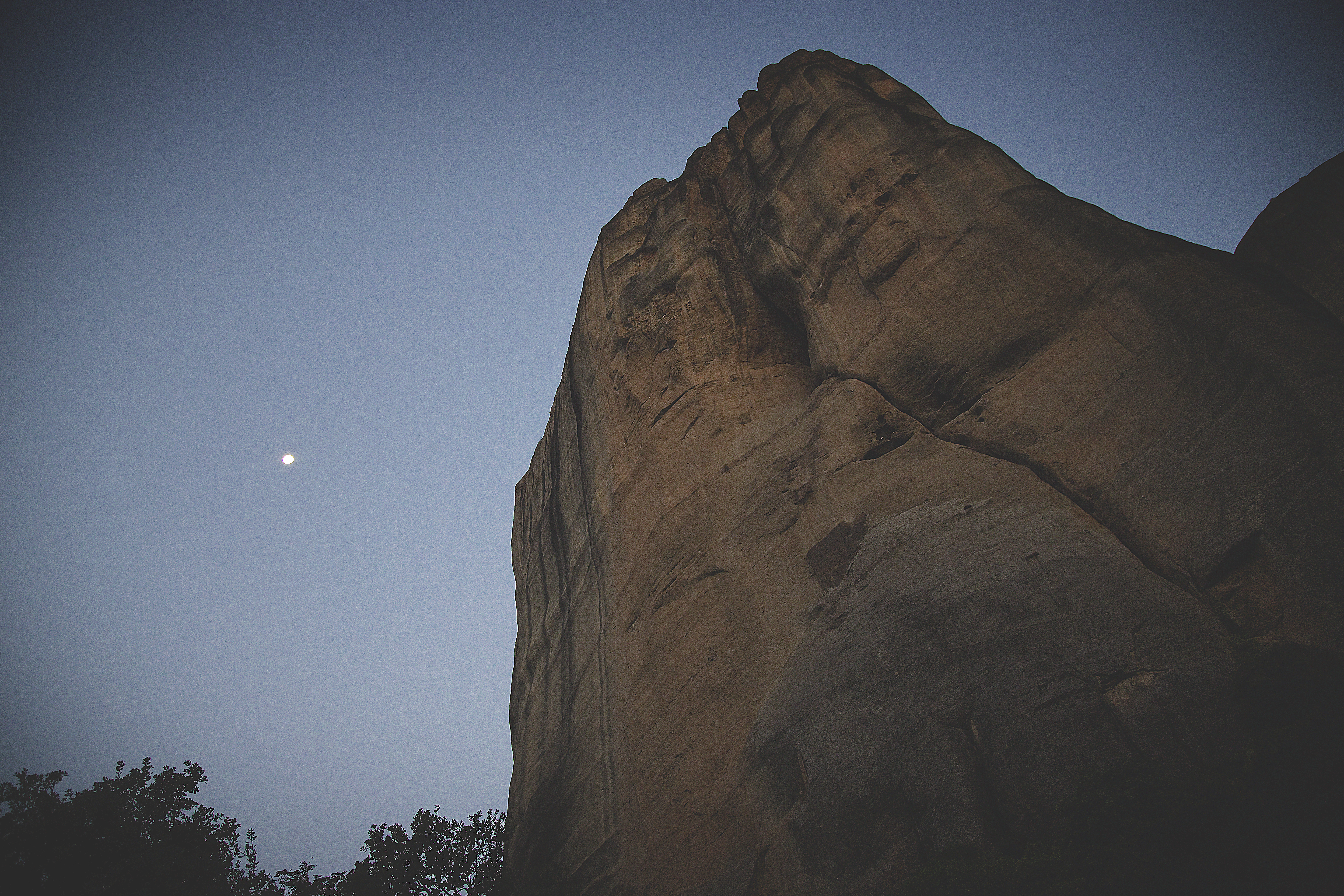
Meteora nelle prime ore del giorno
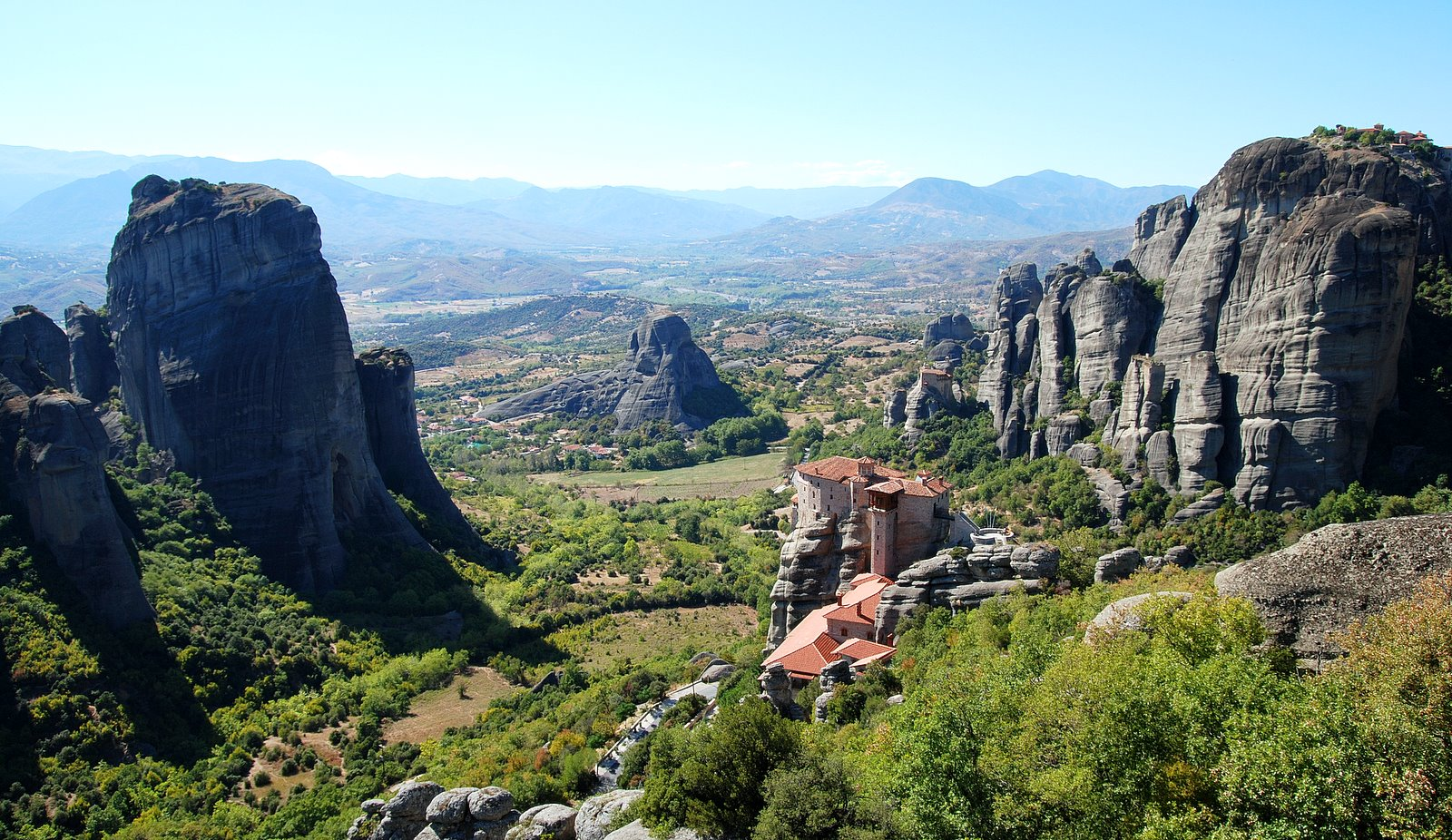
I monasteri di Rousanou, San Nicola e Gran Meteora
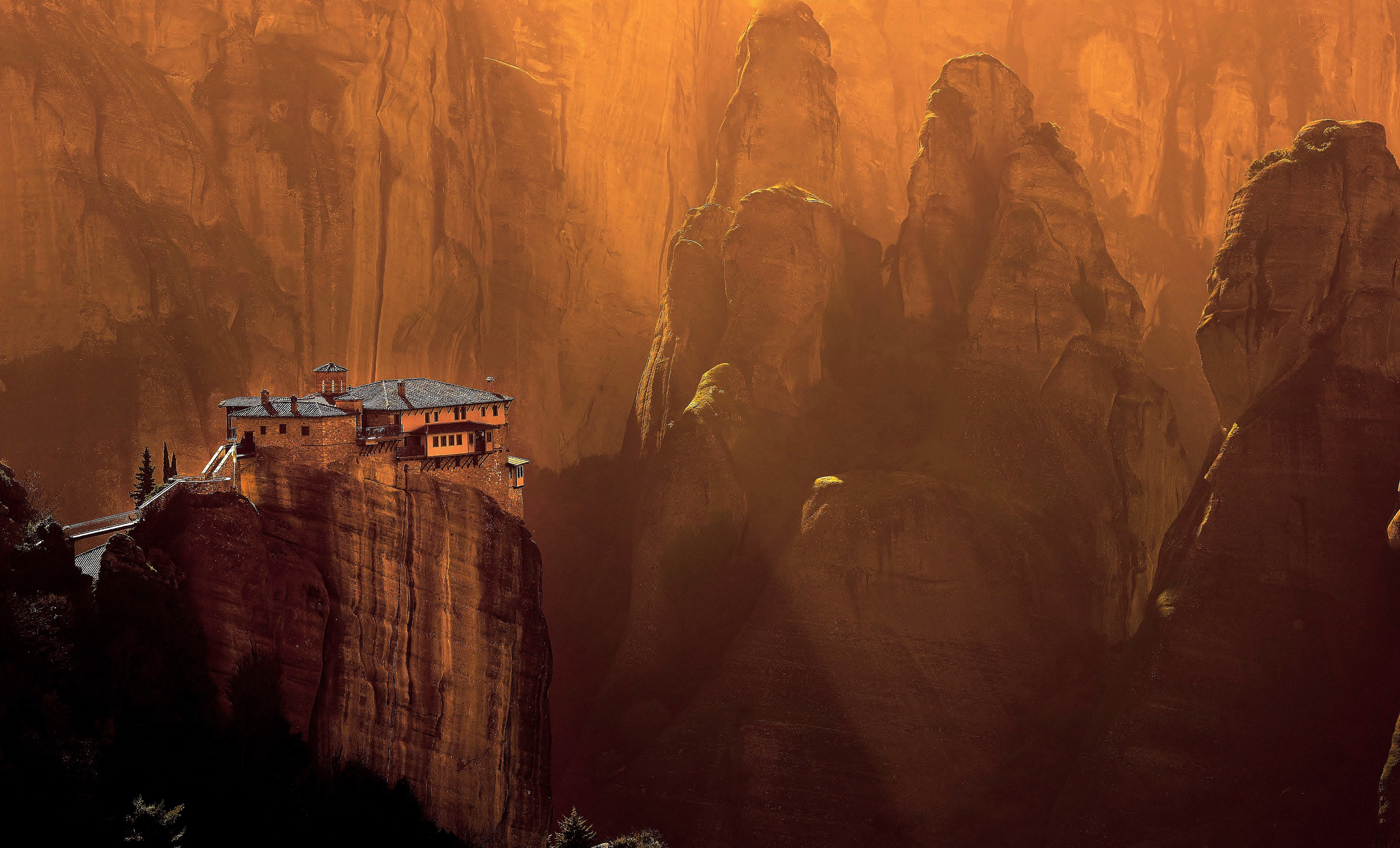
Monastero di Rousanou
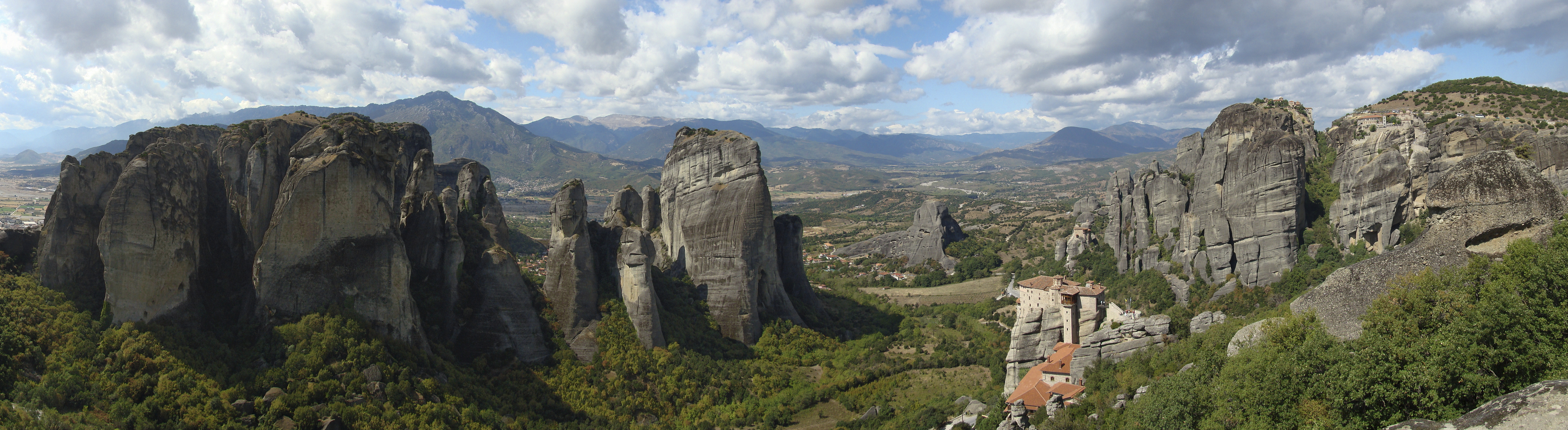
Panorama della valle di Meteora
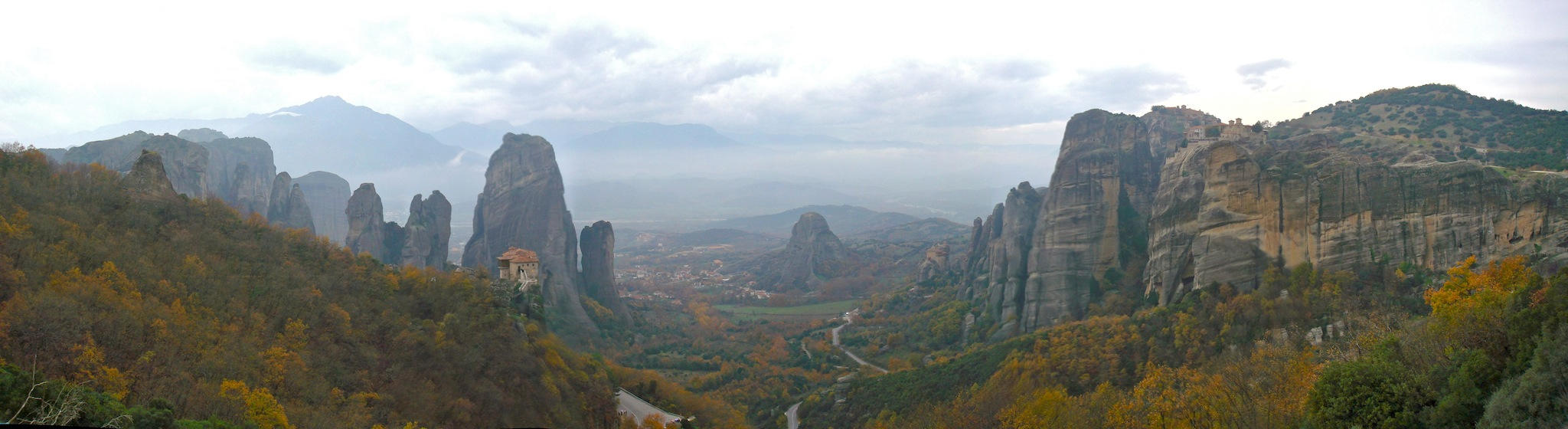
Veduta panoramica della valle di Meteora
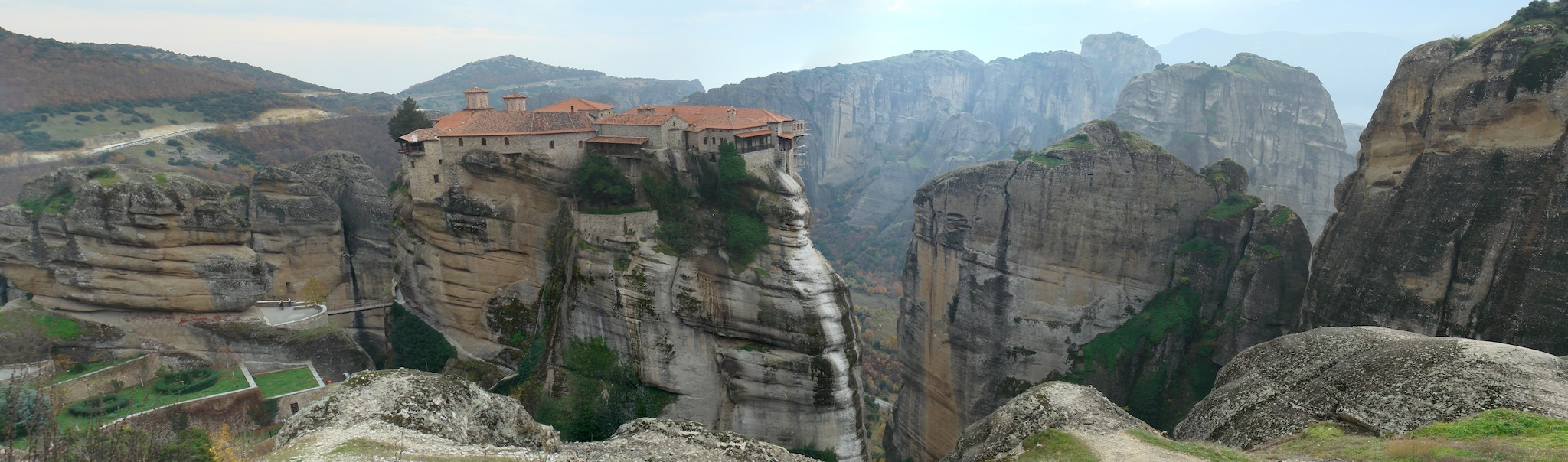
Veduta panoramica del monastero di Varlaam
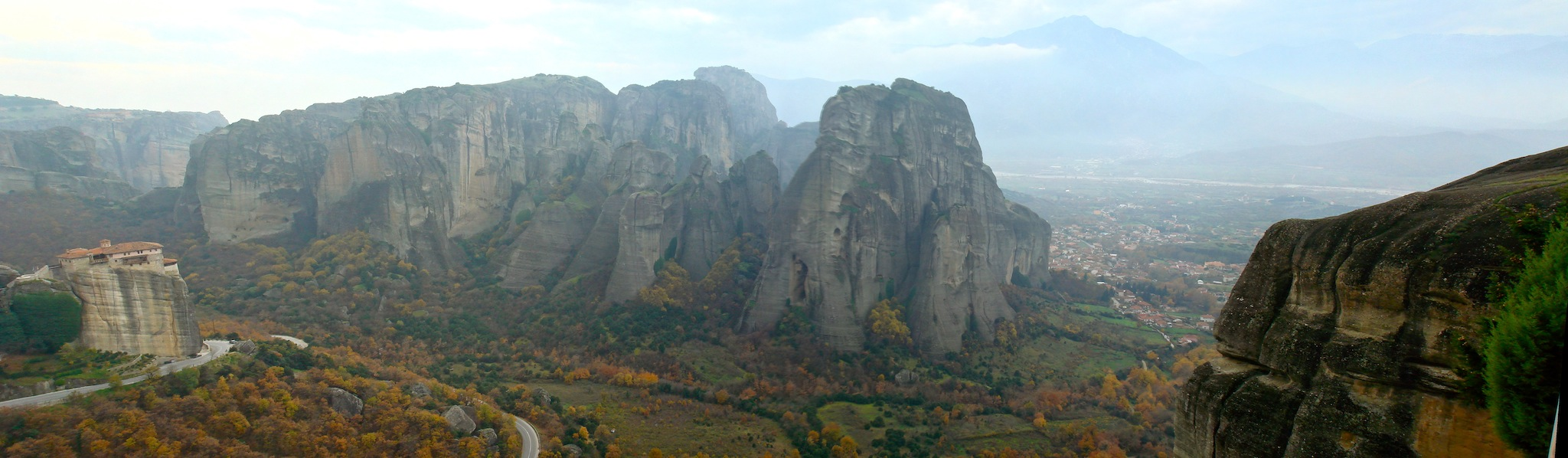
Veduta panoramica del monastero di Roussanou
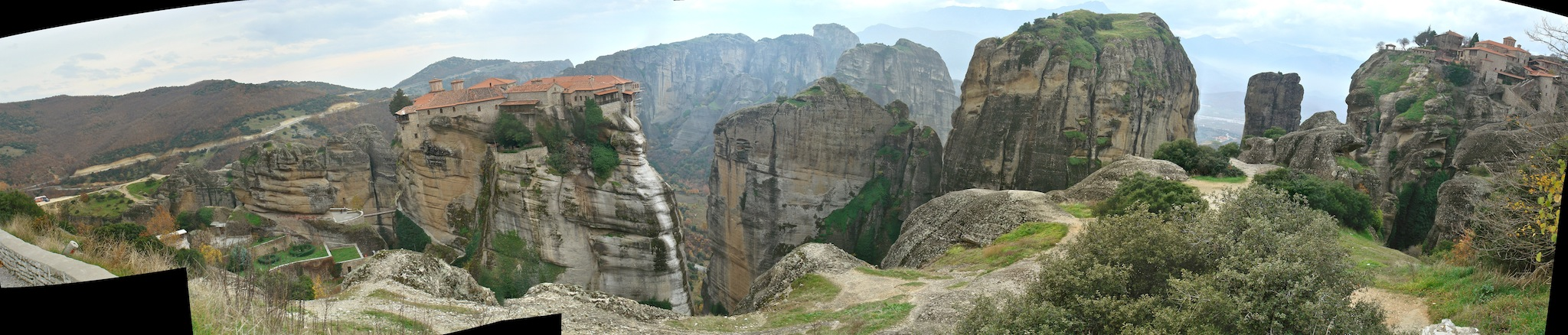
Veduta panoramica dei monasteri di Varlaam e di Gran Meteora

### Esplicative
1. ↑  Le date di fondazione dei monasteri per i quali questi dati sono disponibili sono indicate tra parentesi.

### Bibliografiche
1. ↑  (EN) Henry Holland, Travels in the Ionian Isles, Albania, Thessaly, Macedonia, Etc.: During the Years 1812 and 1813, Cambridge University Press, 2012,  p. 241, ISBN 978-11-08-05044-9.
2. ↑   Ioannis Poulios, The Past in the Present: A Living Heritage Approach – Meteora, Greece, Ubiquity Press, 2014,  p. 4, ISBN 978-19-09-18829-7.
3. ↑  (EN) Meteora, su unesco.org. URL consultato il 23 dicembre 2021.
4. 1 2 3 4  (EN) Anne Ewing Rassios et al., Meteora: a Billion Years of Geological History in Greece to Create a World Heritage Site, in Geoheritage, vol. 12, n. 4, Springer, 2020,  p. 4, DOI:10.1007/s12371-020-00509-9.
5. ↑  (EN) General info about Meteora, su meteora-greece.com. URL consultato il 23 dicembre 2021.
6. 1 2 3  (EN) Theopetra's Prehistoric Cave, su Visit Meteora Travel. URL consultato il 23 dicembre 2021 (archiviato dall'url originale il 3 settembre 2017).
7. 1 2  (EN) Y. Facorellis, N. Kyparissi-Apostolika e Y. Maniatis, The Cave of Theopetra, Kalambaka: Radiocarbon Evidence for 50,000 Years of Human Presence, in Radiocarbon, vol. 43, 2B, 2001,  pp. 1029-1048, DOI:10.1017/S0033822200041692.
8. ↑  (EN) Cave of Theopetra will remain closed, su visitmeteora.travel, 30 giugno 2016. URL consultato il 23 dicembre 2021.
9. ↑  (EN) Anne Ewing Rassios et al., Meteora: a Billion Years of Geological History in Greece to Create a World Heritage Site, in Geoheritage, vol. 12, n. 4, Springer, 2020,  p. 11, DOI:10.1007/s12371-020-00509-9.
10. ↑  (EN) Anne Ewing Rassios et al., Meteora: a Billion Years of Geological History in Greece to Create a World Heritage Site, in Geoheritage, vol. 12, n. 4, Springer, 2020,  p. 13, DOI:10.1007/s12371-020-00509-9.
11. 1 2  (EN) Anne Ewing Rassios et al., Meteora: a Billion Years of Geological History in Greece to Create a World Heritage Site, in Geoheritage, vol. 12, n. 4, Springer, 2020,  p. 14, DOI:10.1007/s12371-020-00509-9.
12. ↑   Korina Miller, Grecia Continentale, EDT srl, 2020,  p. 443, ISBN 978-88-59-23241-4.
13. 1 2 3 4   Le meteore da scoprire, su volipindarici.it. URL consultato il 22 dicembre 2021.
14. ↑  (EN) The Monasteries of Meteora, Past and Present, su visitmeteora.travel. URL consultato il 24 dicembre 2021.
15. ↑  (EN) Meteora History, su greeka.com. URL consultato il 23 dicembre 2021.
16. 1 2 3   Patrick Leigh Fermor, Rumelia: Viaggi nella Grecia del Nord, Adelphi Edizioni spa, 2021,  p. 69, ISBN 978-88-45-98286-6.
17. 1 2 3 4 5 6   Marisa Uberti, Meteora e i monasteri sospesi, su duepassinelmistero.com. URL consultato il 22 dicembre 2021.
18. ↑  (EN) George Christos Soulis, The Serbs and Byzantium During the Reign of Tsar Stephen Dušan (1331-1355) and His Successors, Dumbarton Oaks Library and Collection, 1984,  p. 118, ISBN 978-08-84-02137-7.
19. 1 2 3 4 5 6 7 8   Meteora, su solun.gr. URL consultato il 23 dicembre 2021.
20. 1 2   Le Meteore in Grecia e i loro Monasteri, su archetravel.com, 27 aprile 2021. URL consultato il 23 dicembre 2021.
21. ↑   The Rough Guide to Greece, RG UK, 2012,  p. 199, ISBN 978-14-09-35959-3.
22. ↑   Il Monastero della Trasfigurazione, su volipindarici.it. URL consultato il 23 dicembre 2021.
23. ↑  (EN) Joyce A. Quinn e Susan L. Woodward, Earth's Landscape: An Encyclopedia of the World's Geographic Features, ABC-CLIO, 2015,  p. 465, ISBN 978-16-10-69446-9.
24. 1 2 3   Il monastero del Grande Meteoro, su monastiria.gr. URL consultato il 23 dicembre 2021.
25. 1 2 3 4  (EN) The Holy Monastery of Great Meteoron, su meteora-greece.com. URL consultato il 22 dicembre 2021.
26. 1 2   Sacre Meteore: descrizione generale, su infotouristmeteora.gr. URL consultato il 22 dicembre 2021.
27. 1 2 3   Meteora - Il monastero Varlaam, su monastiria.gr. URL consultato il 22 dicembre 2021.
28. 1 2 3 4   Josef Guter, I monasteri cristiani: Guida storica ai più importanti edifici monastici del mondo, traduzione di T. Galiani, Edizioni Arkeios, 2008,  pp. 203-204, ISBN 978-88-86-49593-6.
29. 1 2  (EN) The Holy Monastery of Varlaam, su meteora-greece.com. URL consultato il 23 dicembre 2021.
30. 1 2 3 4 5   Il monastero della Santa Trinità, su monastiria.gr. URL consultato il 23 dicembre 2021.
31. 1 2 3   Il Catolicon del Monastero, su infotouristmeteora.gr. URL consultato il 23 dicembre 2021.
32. 1 2   Kate Armstrong et al., Grecia continentale, EDT srl, 2020,  p. 310, ISBN 978-88-59-26764-5.
33. ↑   Meteora di Grecia, su hotelvista.ru. URL consultato il 24 dicembre 2021.
34. ↑   Meteora, su guidagrecia.net. URL consultato il 23 dicembre 2021.
35. 1 2  (EN) Roussanou monastery, su visitmeteora.travel. URL consultato il 23 dicembre 2021.
36. 1 2  (EN) Donald MacGillivray Nicol, Meteora: The Rock Monasteries of Thessaly, Variorum, 1975,  p. 173, ISBN 978-09-02-08973-0.
37. ↑  (EN) Holy monastery of Roussanou (St Barbara), su guidemeteora.gr. URL consultato il 23 dicembre 2021.
38. ↑  (EN) The Holy Monastery of Rousanou, su meteora-greece.com. URL consultato il 23 dicembre 2021.
39. 1 2   La chiesetta di Santo Stefano, su infotouristmeteora.gr. URL consultato il 23 dicembre 2021.
40. 1 2   Meteora - Il monastero di San Stefano, su monastiria.gr. URL consultato il 23 dicembre 2021.
41. 1 2   Il Katholikon di San Caralampo, su infotouristmeteora.gr. URL consultato il 23 dicembre 2021.
42. 1 2 3   Il monastero di San Nicola Anapafsa, su monastiria.gr. URL consultato il 23 dicembre 2021.
43. 1 2 3   Monastero di San Nicola: descrizione generale, su infotouristmeteora.gr. URL consultato il 23 dicembre 2021.
44. ↑   Il Santo Monastero di San Nicola Anapausas, su it.123rf.com. URL consultato il 23 dicembre 2021.
45. ↑  (EN) SS-18: Meteora, su rally-maps.com. URL consultato il 23 dicembre 2021.
46. ↑   Il ragazzo sul delfino, su movieplayer.it. URL consultato il 23 dicembre 2021.
47. ↑   10 fantastiche ambientazioni cinematografiche in Grecia, su turismoingrecia.com. URL consultato il 26 dicembre 2021.
48. ↑  (EN) Metéora, su m.imdb.com. URL consultato il 23 dicembre 2021.
49. ↑  (EN) Sky Riders (1976): trivia, su m.imdb.com. URL consultato il 23 dicembre 2021.
50. ↑  (EN) Tintin et le mystère de la Toison d'Or, su aveleyman.com. URL consultato il 23 dicembre 2021.
51. ↑  (EN) The Adventures of Young Indiana Jones: Travels with Father: Filming Locations, su m.imdb.com. URL consultato il 26 dicembre 2021.
52. ↑  (EN) Ian Phillips e Jeremy Dreyfuss, A breathtaking spot in Greece served as inspiration for 'Game of Thrones', su businessinsider.com, 3 maggio 2016.
53. ↑   Maria Teresa Sanguineti, Meteora, dove dall'arida roccia il monastero si libra nell'aria, su abbanews.eu, 28 marzo 2018. URL consultato il 23 dicembre 2021.
54. ↑   Frank Giroud, Le Météore, su comicsbox.it, collana Le décalogue, n. 3, aprile 2001. URL consultato il 23 dicembre 2021.
55. ↑   Meteora: 5 cose che (forse) non conosci sul secondo disco dei Linkin Park, su virginradio.it. URL consultato il 23 dicembre 2021.
56. ↑   Meteora in Grecia e Saint Francis' Folly, su tombraiderclassici.altervista.org, 5 maggio 2018. URL consultato il 26 dicembre 2021.